# Affaire Christian Ranucci
Pour les articles homonymes, voir Ranucci.
Ne doit pas être confondu avec Christian Nucci ou Christian Panucci.
Pour le téléfilm adapté de l'affaire, voir L'Affaire Christian Ranucci : Le Combat d'une mère.
L’affaire Christian Ranucci [ʁanutʃi] est celle du procès de Christian Ranucci jugé, condamné à mort et exécuté à la prison des Baumettes, pour l'enlèvement et le meurtre, le 3 juin 1974, de Marie-Dolorès Rambla (d), âgée de huit ans.
Christian Ranucci, né le 6 avril 1954 à Avignon et mort le 28 juillet 1976 à Marseille, est le premier condamné à mort guillotiné sous le septennat de Valéry Giscard d'Estaing et l'antépénultième en France. Il est aussi le dernier condamné exécuté par l'exécuteur en chef André Obrecht.
En 1978, l'écrivain et journaliste Gilles Perrault publie sur l'affaire Le Pull-over rouge, ouvrage qui va donner lieu à une vive polémique sur la culpabilité du condamné, Christian Ranucci étant le dernier condamné à mort exécuté qui soit revenu sur ses aveux. Plusieurs auteurs reprendront par la suite la thèse de l'innocence de Ranucci et de l'erreur judiciaire, tandis que d'autres chercheront au contraire à démontrer sa culpabilité en s'appuyant, notamment, sur les charges réunies à son encontre. Concernant les avocats de l'intéressé, leurs positions divergeaient : alors que Paul Lombard soutenait la thèse de son innocence, André Fraticelli avait, pour sa part, souhaité plaider la culpabilité avec circonstances atténuantes, car plaider l'innocence lui semblait trop risqué (se trouvant en contradiction avec ses confrères, il n'avait donc pas plaidé) ; quant à Jean-François Le Forsonney, s'il s'est impliqué dans le mouvement en faveur de la révision du procès Ranucci, il n'a pas pour autant affirmé que son client était innocent.
La plupart des éléments mis en avant par Gilles Perrault pour disculper Christian Ranucci ont été établis comme faux et déformés par plusieurs enquêtes journalistiques et judiciaires. Le commandant de police judiciaire, Gérard Bouladou, a dans ses livres L'Affaire du pull-over rouge : Ranucci coupable ! et Autopsie d'une imposture : l'affaire Ranucci, démontré que plusieurs arguments avancés par Gilles Perrault étaient basés sur des erreurs factuelles ou des interprétations biaisées.
Par ailleurs, les thèses proposées par Christian Ranucci dans ses écrits de détention, compilés en 1980 dans l'ouvrage Jusqu'au 28 juillet 1976 – Écrits d'un condamné, ne se raccordent pas avec les hypothèses présentées par Gilles Perrault dans Le Pull-over rouge,,.
Un comité de soutien est fondé en 1979 afin d'obtenir la révision du procès Ranucci. Trois demandes ont été déposées dans ce sens, mais ont fait l'objet de rejets successifs en 1979, 1987 et 1991.

## Faits

### Enlèvement de Marie-Dolorès Rambla

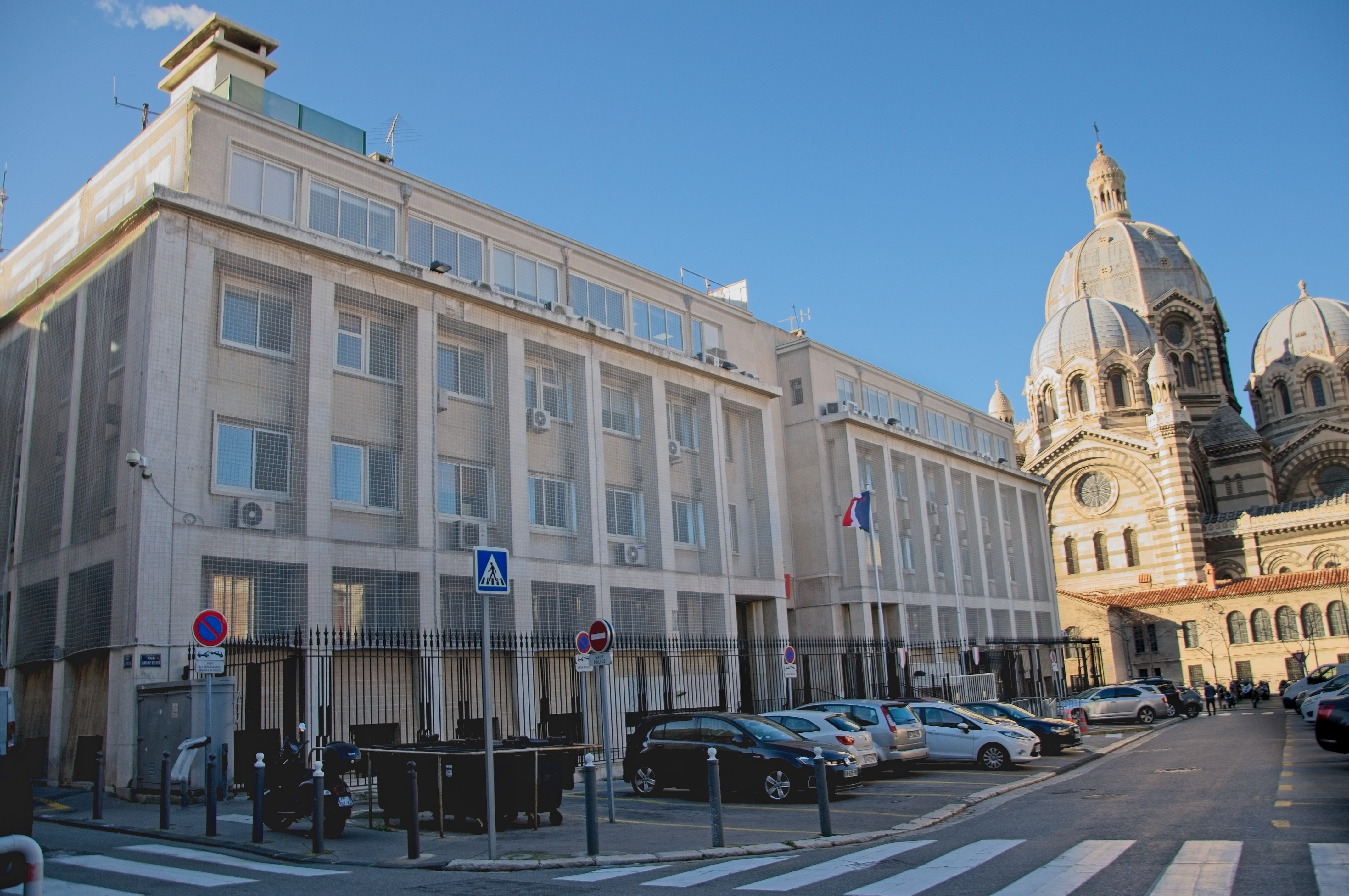
Point de vue en 2021 sur l'hôtel de police de Marseille, dit l'Évéché.

Le 3 juin 1974, entre 11 h 5 (heure à laquelle María Rambla, la mère, voit ses enfants jouer) et 11 h 20 (heure approximative à laquelle Pierre Rambla, ouvrier boulanger, rentre chez lui), Marie-Dolorès Rambla, huit ans, est enlevée devant chez elle à Marseille. Alors qu'elle joue avec son frère Jean-Baptiste, âgé de six ans et neuf mois, dans la cité Sainte-Agnès qu'ils habitent (quartier des Chartreux), une voiture grise, qui pourrait être une Simca, se gare devant l'un des garages jouxtant le lieu où les deux enfants s'amusent (43° 18′ 50″ N, 5° 24′ 26″ E), un homme en descend et les aborde. Après leur avoir expliqué qu'il a perdu son chien noir, il demande à Jean-Baptiste de partir à sa recherche et prie Marie-Dolorès de rester près de lui pour chercher également le chien de leur côté. Le petit garçon part en remontant la rue qui longe le bâtiment (actuelle rue des Linots). Revenu à son point de départ, il ne voit plus ni l'homme ni sa voiture, et surtout constate que sa sœur a disparu. Il la cherche sans succès. M. Rambla, après avoir lui-même cherché sa fille et interrogé quelques voisins, prévient la police et signe sa déposition à 13 h 15 à l'hôtel de police (appelé communément « l'Évêché »).

### Accident de Christian Ranucci

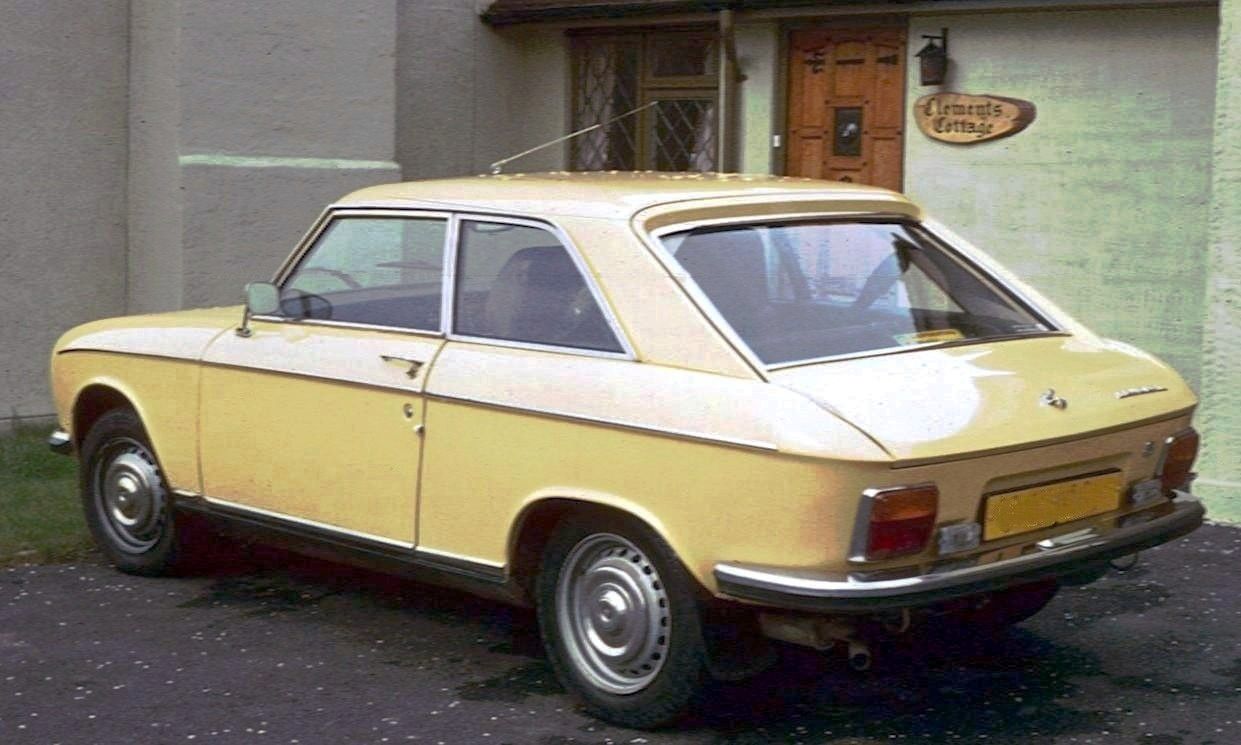
Peugeot 304 coupé.

Le 3 juin 1974 entre 12 h 15 et 12 h 30, Vincent Martinez, accompagné de sa fiancée, roule sur la nationale 96 (aujourd'hui la D96) dans le sens Aix-en-Provence-Toulon au volant de sa Renault 16 blanche. Au carrefour du lieu-dit La Pomme, à vingt kilomètres de Marseille, sur la commune de Belcodène, son véhicule entre en collision avec un coupé Peugeot 304 gris métallisé, qui circulait sur la route nationale 8bis (aujourd'hui la D908) dans le sens Marseille-Pourcieux et n'avait pas respecté le stop (43° 24′ 22″ N, 5° 34′ 35″ E). Le coupé, percuté sur l'arrière du côté gauche par le véhicule de Vincent Martinez, fait un tête-à-queue et prend la fuite en direction de Marseille.
Vincent Martinez ne peut le poursuivre, car son véhicule est endommagé, mais il demande au conducteur de la Renault 15 bleue qui le suivait, Alain Aubert, de le faire à sa place. Ce dernier accepte et revient quelques minutes plus tard avec le numéro d'immatriculation de la Peugeot 304, qu'il a repérée immobilisée à environ un kilomètre du lieu de l'accident, sur la commune de Peypin. Pour pouvoir repartir, Vincent Martinez, n'ayant pas réussi à redresser l'aile de son véhicule, a été contraint d'enlever l'aile endommagée de sa voiture. Il s'engage sur la nationale 8bis en direction de Marseille. Il ne voit pas le véhicule à l'origine de son accident et poursuit sa route jusqu'à la gendarmerie de Gréasque, où il dépose une plainte à 13 h 15.
Le propriétaire du coupé 304, immatriculé 1369 SG 06, impliqué dans l'accident, sera plus tard identifié par la gendarmerie : il s'agit du dénommé Christian Ranucci, représentant de commerce de vingt ans domicilié à Nice.

### Champignonnière
Vers 17 heures, dans la champignonnière du Vallon, distante de deux kilomètres du lieu de l'accident, un jeune homme, qui se révélera être Christian Ranucci, demande à un habitant du voisinage, Mohamed Rahou, de lui prêter assistance pour dégager sa voiture, un coupé Peugeot 304, qui s'est embourbée dans une galerie. M. Rahou et M. Henri Guazzone, le contremaître de la champignonnière, viennent en aide à l'intéressé, qui quitte les lieux vers 18 heures pour Nice. Le 4 juin en fin de matinée (?), Henri Guazzone se rend à la gendarmerie de Gréasque où il relate l'incident de la champignonnière.

### Découverte du corps
Dès le 3 juin 1974 au soir, la nouvelle de l’enlèvement de la fillette est diffusée à la radio et le lendemain dans les journaux. Trois personnes ayant vu le coupé 304 Peugeot, la veille, du côté de Peypin, vont se manifester auprès des gendarmes.
La chronologie des appels et des actions de la gendarmerie est consignée dans deux procès-verbaux rédigés par le capitaine Gras de la brigade d'Aubagne, hiérarchiquement responsable de la zone territoriale concernée.
La première personne qui appelle la gendarmerie de Gréasque, le 4 juin, juste après 13 heures, est M. Guazzone. Il raconte que la veille, avec son tracteur, il a sorti une voiture, un coupé Peugeot 304, qui s'était embourbée dans une galerie de sa propriété. À 15 h 10, c'est Alain Aubert qui téléphone à la gendarmerie de Roquevaire. Il dit que le jeune homme qu'il a vu s'enfuir dans les fourrés tirait un paquet assez volumineux. Cette observation sera mentionnée dans la soirée du 5 juin 1974 par le capitaine commandant la compagnie d'Aubagne, Maurice Gras,. N'étant pas territorialement compétente, la gendarmerie de Roquevaire aurait contacté celle de Gréasque, qui aurait dépêché une patrouille sur les lieux sans résultat.
Le 5 juin 1974 à 10 heures, toujours selon le rapport de synthèse, M. Martinez prend à son tour contact avec la gendarmerie de Gréasque. Il précisera qu'ayant appris l'enlèvement de la petite Rambla à Marseille, il pensait qu'il pouvait y avoir un lien entre son accident et ce fait.
Le 5 juin vers 12 h 30, Vincent Martinez contacte l'hôtel de police de Marseille, évoquant son accident de voiture, et précise qu'il a chargé un automobiliste de prendre en chasse le chauffard et que celui-ci, selon l'autre automobiliste, s'était arrêté et enfui dans les bois avec un enfant,. Puis c'est Alain Aubert qui téléphone à son tour au commissaire Gérard Alessandra et raconte qu'il a poursuivi le chauffard et que celui-ci s'est bien enfui dans les fourrés avec un enfant.
Le chef de brigade prévient la hiérarchie en la personne du capitaine Maurice Gras à Aubagne. Une vaste battue est décidée. Afin d'avoir des informations précises sur l'endroit exact où le témoin a vu la Peugeot à l'arrêt, la gendarmerie de Gréasque fait prévenir A. Aubert par la gendarmerie de Toulon. Mme Aubert entre en contact avec son mari qui rappelle la brigade de Gréasque à 12 h 30. 
Une battue comprenant des militaires des brigades d'Aubagne et de Plan-de-Cuques, ainsi que des patrouilles motocyclistes du groupement départemental des Bouches-du-Rhône, se met en place à partir du croisement où a eu lieu l'accident et commence à 14 h 5.
La brigade de Gréasque a fait appel à la brigade canine d'Arles pour pouvoir disposer d'un chien de recherche. À 15 h 40, dès son arrivée sur place, le chien est mis en piste à partir de la galerie de la champignonnière où la 304 a stationné. Peu avant l'arrivée du chien, les gendarmes ont découvert dans la galerie un pull-over rouge.
À 15 h 45, les gendarmes trouvent, dans une pinède en bordure de la nationale 8bis, à environ 700 mètres du carrefour de La Pomme, le corps d'une fillette dissimulé sous des branches d'argeras. Le visage est tuméfié, et le crâne fracassé à coups de pierre.
À 15 h 50, le capitaine Gras prévient le procureur de la République de Marseille. Il reçoit en même temps des instructions de la part de Mlle Ilda Di Marino, la juge d'instruction, qui prescrit de laisser les lieux en l'état, jusqu'à son arrivée avec le médecin légiste, les fonctionnaires de police et de l'identité judiciaire.
À 15 h 55, le capitaine Gras demande au commandant de la gendarmerie de Nice de procéder à l'arrestation de Christian Ranucci. Dans le même temps, Henri Guazzone est entendu par un gendarme de la brigade de Gréasque, sur les circonstances dans lesquelles il a aidé Ranucci à désembourber sa voiture.
A 16 heures (d'après le journaliste François Missen du Provençal), le commissaire Gérard Alessandra effectue des vérifications à la suite des appels de personnes prétendant détenir l'enfant. Il reçoit par la suite un appel de la gendarmerie lui signalant que le corps d'une fillette vêtue d'un short blanc a été découvert dans un bois sur la route de Gréasque. Dans l'après-midi, un télégramme est diffusé par la Direction départementale des polices urbaines, faisant état du témoignage de M. Aubert qui a pris en chasse le conducteur du coupé Peugeot 304 et l'a vu s'enfuir dans les fourrés « en entraînant une fillette par la main » (cf. infra).
À 18 heures, le commissaire Alessandra reçoit une commission rogatoire lui demandant de se rendre à Nice, pour prendre en charge Christian Ranucci, suspect n°1 dans l'enlèvement et le meurtre de la fillette.
À 18 h 30, la brigade de gendarmerie de Nice-Ouest prévient la compagnie d'Aubagne de l'arrestation du suspect.
À 18 h 40, la juge d'instruction et le procureur arrivent sur les lieux.
À 19 heures, conduit sur les lieux par des policiers, Pierre Rambla identifie le cadavre comme étant celui de sa fille.
À 19 h 30, la brigade de gendarmerie de Nice-Ouest avise la compagnie d'Aubagne que Christian Ranucci a reconnu être l'auteur de l'accident de la circulation ainsi que du délit de fuite, et avoir été présent dans la champignonnière où son véhicule était embourbé.
Le lendemain, au cours de l'autopsie, le docteur Vuillet, médecin légiste, constatera que la victime a reçu des coups de pierre (quatre enfoncements de la voûte crânienne selon son rapport) ainsi que quinze coups de couteau au niveau de la gorge et trois sur le dos de la main.

### Lieux de l'affaire
Les événements se sont déroulés sur le territoire de deux petites communes limitrophes des Bouches-du-Rhône : Belcodène, lieu de l'accident, et Peypin, lieu de la découverte du corps.
La commune de Gréasque, où Martinez a fait sa déclaration d'accident auprès de la gendarmerie, se trouve au nord-ouest, à moins de cinq kilomètres, et Marseille au sud-ouest, à une vingtaine de kilomètres.

### Arrestation et aveux de Christian Ranucci
Le 5 juin 1974 à 15 h 15, pendant les recherches menées pour retrouver la petite fille, le propriétaire du coupé Peugeot 304 est identifié par la gendarmerie comme étant Christian Ranucci, représentant de commerce domicilié avenue des Terrasses de la Corniche Fleurie, à Nice. Il est arrêté alors qu'il rentrait du travail par deux gendarmes de la brigade de Nice-Ouest. Il n'est entendu que pour l'accident et le délit de fuite et sera mis en garde à vue à compter de l'heure à laquelle il a été arrêté, soit 18 h 15. Il lui est signifié que l'affaire fait l'objet d'une commission rogatoire établie par un juge d'instruction de Marseille. De ce fait, il sera conduit à Gioffredo, l'hôtel de police de Nice. C'est là que les policiers marseillais viendront le chercher vers 22 heures.
Avant de repartir pour Marseille, à 23 heures, les policiers passeront par le garage de Ranucci pour y saisir le coupé 304. À cette occasion, des pièces à conviction seront saisies dans sa voiture, notamment un pantalon taché de sang qu’il reconnaîtra plus tard avoir porté le jour du crime, un couteau de marque Opinel, quatre lanières de cuir et deux cheveux, dont un clair et bouclé qui – diront les experts plus tard – « ne présente pas de caractères de dissemblance » avec ceux de la victime.
Dès l'arrivée à l'Évêché, à 1 h 30, Ranucci sera entendu par le commissaire Alessandra. Là, Ranucci apprendra que des témoins l'ont vu après son accident prendre la fuite dans la colline en compagnie d'un enfant. Ranucci reconnaît uniquement l'accident et le délit de fuite : il explique avoir pris peur lors de l'accident. Avec l'infraction au Code de la route, il risquait la suppression du permis de conduire, indispensable pour son métier de VRP. L'interrogatoire se termine à 2 h 30 le 6 juin.
Lorsque, à midi, il est confronté au frère de Marie-Dolorès et à Eugène Spinelli, garagiste et témoin présumé de l'enlèvement, ceux-ci ne le reconnaissent pas.
Le 6 juin vers 12 h 30, Ranucci est confronté aux époux Aubert. Il craque et reconnaît les faits. Puis au cours de sa déposition de 14 heures à 17 heures, où il raconte en détail le déroulement des faits, il dessine aux policiers un plan des lieux de l’enlèvement. Au cours de ses aveux, Ranucci dira s'être servi d'un couteau automatique pour tuer la fillette, et s'en être ensuite débarrassé à la champignonnière.
À 17 h 30, les gendarmes d'Aubagne se rendent à la champignonnière sur les instructions du commissaire Alessandra. Un couteau automatique de marque Virginia Inox, ensanglanté d'un sang de même groupe que celui de la victime, sera retrouvé à 19 h 25, à proximité de la galerie et sur les indications données par le commissaire aux gendarmes.
À 17 h 45, Ranucci est examiné par le docteur Vuillet dans le cadre de la fin de la garde à vue. Celui-ci relève sur sa personne une ecchymose à un œil, une plaie chronique cicatrisée, ainsi que des égratignures provoquées aux mains et aux avant-bras par une végétation épineuse. Il ne relève pas de traces de coups ou de sévices qu'il aurait reçus.
Ranucci est ensuite déféré devant la juge d'instruction Ilda Di Marino, à qui il réitère les aveux faits aux policiers. Il est alors inculpé pour enlèvement de mineur de quinze ans suivi de mort et homicide volontaire. Il réitère également ses aveux devant les psychiatres qui l'examinent le lendemain.

## Processus judiciaire

### Instruction

#### Reconstitution
Le lundi 24 juin 1974, la juge d'instruction organise une reconstitution, sur les différents lieux de l'affaire. Afin que des questions puissent être posées à Ranucci durant le transport, la juge, sa greffière, l'inculpé et ses conseils, ainsi que le conseil de la partie civile, montent tous dans le même fourgon de police. Par souci de sécurité, à la cité Sainte-Agnès, la juge d’instruction ne laissera pas Ranucci descendre du fourgon. La reconstitution de l’enlèvement ne sera donc pas faite. La juge fera noter par sa greffière que le lieu de l'enlèvement est matérialisé par un platane, et que Ranucci a confirmé qu'il avait enlevé l'enfant près de ce platane. Ranucci indiquera aussi la direction qu'il a prise pour sortir de la cité, qui est bien celle qui mène au carrefour de la Pomme.
La reconstitution se poursuit au dit carrefour. En chemin il est demandé à Ranucci de désigner l'endroit où il a fait une pause cigarette. Il n'est pas en mesure de le retrouver.
Au croisement de la Pomme, la juge a fait apporter les véhicules de Martinez et de Ranucci pour reconstituer l'accident. La juge valide la version de Martinez, qui est que Ranucci arrivait à grande vitesse. Elle réfute celle de Ranucci qui disait avoir marqué le stop, puis être reparti en deuxième vitesse.
La reconstitution se poursuit sur le lieu du crime. La 304 de Ranucci est apportée à l'aplomb de la RN 8bis. L'inculpé sera ensuite conduit exactement sur le lieu du meurtre, où il sera victime d'une crise de nerfs, refusant de refaire les gestes meurtriers.
Enfin, dans la champignonnière, la juge s'attache à réfuter la version de Ranucci. La reconstitution montre que la voiture ne peut avoir glissé accidentellement dans la galerie, qui est assez sinueuse, comme ce dernier le prétend, mais qu'elle a été volontairement engagée assez avant dans la galerie, ce qui suggère une volonté de l'y cacher. Concernant le couteau, la juge fait noter que Ranucci a reconnu l'endroit où il a été retrouvé. Le dossier photos adjoint au PV de reconstitution contient une photo (photo 15) de l'endroit où le couteau a été trouvé par les gendarmes, mais pas de photos de Ranucci le désignant. Dans le réquisitoire définitif signé par la substitut du procureur de la République de Marseille Suzanne Brugère (cote D154) et dans l'ordonnance de transmission du dossier au procureur général de la cour d'appel d'Aix-en-Provence, signée par le juge d'instruction Pierre Michel (cote D155), la reconstitution n'est évoquée que pour dire que Ranucci n'a pas identifié l'endroit où il a fait, selon ses dires, une pause cigarette.

#### Implication supposée de Christian Ranucci dans des faits concernant des enfants à Nice
À la suite d'un appel à témoins paru dans Nice-Matin le 15 juin, cinq personnes se manifestent pour relater deux événements — une tentative d'enlèvement et un enlèvement d'enfant survenus à Nice quelques mois avant l'enlèvement et le meurtre de Marie-Dolorès — qui impliqueraient Christian Ranucci.
Marthe Spinek et sa fille Sandra, dix ans, affirment avoir reconnu sur les photos parues après son arrestation, ainsi que sur la photo de l'appel à témoins, Christian Ranucci comme étant l'homme qui, à la fin de 1973, avait suivi Sandra qui rentrait chez elle avec une amie. La mère se serait interposée alors que l'homme poursuivait la petite fille jusque dans la cage d'escalier de son immeuble. Lors de la confrontation devant le juge d'instruction, elles ne reconnaissent pas formellement Christian Ranucci, l'agresseur ayant dans leur souvenir des cheveux plus longs et ondulés, et des lunettes à monture plus épaisse. L'inculpé admet qu'il portait des lunettes ayant une monture plus épaisse et des cheveux plus longs à l'époque, qui correspondrait, si Ranucci est bien l'auteur de cette agression, à une permission dans le cadre de son service militaire.
L'enlèvement de Patrice Pappalardo, quatre ans et demi, le 15 avril 1974, a fait l'objet au moment des faits, d'une plainte enregistrée. L'enfant avait été entraîné dans un parking pendant deux heures par un inconnu, puis relâché sans qu'il lui ait été fait de mal. Le lendemain, le petit garçon avait pu désigner à son père et son frère, un jeune homme, en train de regarder les boîtes aux lettres de son immeuble comme étant a personne qui l'avait entraîné la veille. Le père et le frère de Patrice l'avaient alors interpellé puis pris en chasse sans succès. C'est cet homme qu'ils reconnaîtront tous deux sur les photos parues à la suite de l'appel à témoins, puis lors d'une confrontation, comme étant Christian Ranucci.

#### Vers le procès: transfert du dossier à la cour d'assises
Le 27 décembre 1974, Christian Ranucci est convoqué pour la dernière fois dans le cabinet de la juge, en vue de l'interrogatoire récapitulatif. Il est seul, aucun de ses avocats n'étant présent. De ce fait, il ne veut pas, dans un premier temps, s'exprimer, et demande à la juge d'appeler un de ses avocats, ce qu'elle refuse. Elle lui explique l'importance de ce dernier entretien. Il se rétracte officiellement, affirmant ne pas se souvenir d'avoir enlevé ni tué Marie-Dolorès Rambla. Pour autant, il reconnaît toujours avoir dessiné un croquis de la cité Sainte-Agnès où l'enfant a été enlevé lors de son interrogatoire, et avoir indiqué (à distance) aux enquêteurs  l'endroit où était le couteau à cran d'arrêt taché de sang,,, qu'il reconnaît également toujours lui appartenir. Ranucci enverra le lendemain un courrier à la juge pour demander à être réentendu. Ce que ne fera pas la juge.
Au terme de l'instruction, la juge aura entendu les témoins de l'accident (lors d'une confrontation avec l'inculpé et durant la reconstitution) mais, en revanche, n'aura pas auditionné le frère de la victime ni le garagiste Eugène Spinelli.
Le 19 février 1975, Pierre Michel est désigné pour clore l'instruction, Ilda Di Marino étant devenue juge au siège. À propos du dossier d'instruction de l'affaire, Michel aurait confié quelque temps plus tard au procureur-adjoint Étienne Ceccaldi : « C'est un dossier de merde ! Mais il est coupable »,. Le 11 mars 1975, le réquisitoire définitif est rédigé par le substitut du procureur de la République de Marseille, Mlle Brugère, puis le dossier est transmis par le juge Michel au procureur général près la cour d'appel d'Aix-en-Provence. Le dossier est ensuite confié pour examen à la chambre d'accusation. Si celle-ci prononce le renvoi de C. Ranucci devant la cour d'assises d'Aix-en-Provence le 18 avril, plusieurs demandes d'expertises complémentaires formulées par la défense (pour une encéphalographie gazeuse, une scanographie et une tachographie axiale) retarderont le procès de quelques mois. À la suite du rejet d'une ultime demande de contre-expertise déposée par ses avocats, la chambre criminelle de la Cour de cassation rejette, le 6 novembre 1975, le pourvoi formé par la défense de Ranucci contre l'arrêt de renvoi. Le dossier est donc transmis au bureau du président de la cour d'assises des Bouches-du-Rhône, et le procès fixé aux 9 et 10 mars 1976.
Une semaine avant le procès, son avocat Me Lombard donne chez lui un dîner à des journalistes. Selon plusieurs témoignages, dont celui de Roger Arduin, il aurait demandé aux journalistes quelle stratégie de défense il devait adopter. Il plaidera l’innocence lors du procès. Son troisième avocat, le bâtonnier André Fraticelli, considérait pour sa part qu’il valait mieux plaider les circonstances atténuantes, l’acquittement lui semblant être une issue impossible. En désaccord avec ses confrères, il choisit de ne pas plaider mais prend place néanmoins sur le banc de la défense,.

### Procès et pourvoi en cassation
Le 9 mars 1976 s'ouvre le procès de Christian Ranucci devant la cour d'assises des Bouches-du-Rhône, à Aix-en-Provence, dans un climat très passionnel exacerbé par l'arrestation, le 17 février, de Patrick Henry pour une autre affaire de rapt et de meurtre d'enfant. Des cris réclamant la peine de mort pour Christian Ranucci s'échappent de la foule présente devant le tribunal. L'accusé nie en bloc les faits reprochés et accuse le commissaire Gérard Alessandra, qui a mené l'enquête et interrogé Ranucci au début de sa garde à vue, de sévices et de tortures. Le 10 mars 1976, à l'issue des débats où Ranucci s'est empêtré dans des maladresses et des contradictions, semblant même montrer une forme d'arrogance, il est déclaré coupable des faits qui lui sont reprochés. Les circonstances atténuantes étant rejetées, il est condamné à la peine capitale.
M. Martinez a raconté à Gérard Bouladou que, le premier jour du procès, à Aix-en-Provence, les témoins dont il faisait partie s'étaient retrouvés pour boire un café. M. Martinez a également prétendu que, pour aller du café au tribunal, ils avaient été escortés par les forces de l'ordre. Plusieurs photos montrent les Aubert, Martinez et le commissaire Alessandra en discussion juste vers l'entrée du tribunal. Sur ces photos, on ne voit pas de forces de l'ordre les entourant.
Le 12 mars 1976, les avocats de Christian Ranucci forment un pourvoi en cassation. Le recours invoque quatre moyens, tous rejetés par la Cour. Parmi les éléments contestés par les avocats (motivation jugée insuffisante d'un rejet par le juge d'une demande d'expertise complémentaire, inscription en faux concernant une mention du procès-verbal des débats certifiant que les pièces nouvelles ont été communiquées à l'avance à la défense, ambiguïté quant à l'origine de la condamnation aux frais envers l'État) figure la production par le ministère public, lors de sa réplique (après les plaidoiries de la défense), de nouvelles pièces non communiquées au préalable à la défense et sans autorisation du président de les produire. La Cour de cassation estime ce moyen non fondé, car le procès-verbal des débats atteste que les pièces ont été communiquées aux avocats de l'accusé, que ceux-ci ont eu la parole pour une défense complémentaire et que l'accusé a pu s'exprimer en dernier. Enfin la Cour souligne que le ministère public dispose de la libre parole pendant les audiences et qu'il est indépendant dans l'exercice de ses fonctions. Le 17 juin 1976, la Cour de cassation rejette le pourvoi.

### Exécution
Le 22 avril 1976, le président Valéry Giscard d'Estaing, s'exprimant sur la peine de mort, fait part de son souhait que « la communauté nationale et son législateur se saisissent le moment venu de ce problème ». Il évoque en outre deux cas de « violences inadmissibles » à ses yeux, parmi lesquels les « rapts prémédités d'enfants comportant […] la quasi-certitude de la mort ». Le journal Libération publie dans son édition du 28 juillet 1976 une « lettre ouverte au président de la République » invitant celui-ci à accorder sa grâce au condamné.

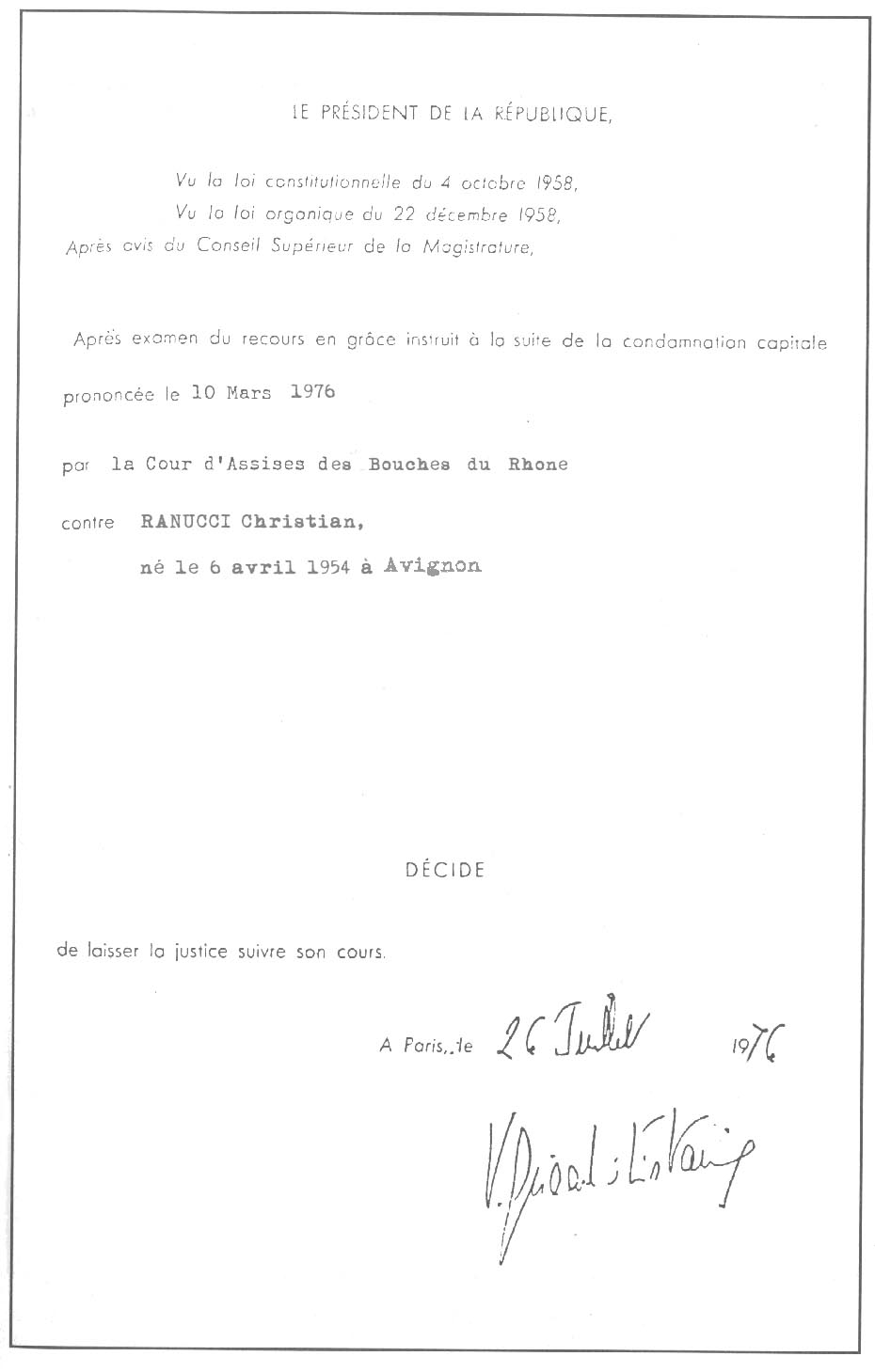
Rejet de la grâce, signé par Valéry Giscard d'Estaing.

Le 26 juillet 1976, Giscard d'Estaing rejette la demande de grâce. L'affaire de la disparition et du meurtre du petit Vincent Gallardo, six ans, au Pradet (à 10 km à l'est de Toulon), juste après l'entretien entre le président et Paul Lombard concernant la demande de grâce, aurait influencé sa décision, selon les tenants de l'innocence de Ranucci. Le 24 juillet 1976, alors qu'il était interrogé par des journalistes, le maire du Pradet Victor Cravero avait affirmé avoir envoyé un télégramme au président de la République exigeant la peine de mort pour les meurtres d'enfants. Le président décide de « laisser la justice suivre son cours » (voir document ci-contre). À l'annonce de l'exécution, plusieurs articles de presse se mettent à déplorer cette décision. Quelques journalistes, notamment Yves Mourousi, déclarent à l'époque que l'exécution de Ranucci a relancé le débat sur la peine capitale.
Giscard d'Estaing, dans l'émission Un jour, un destin, du 12 octobre 2010 qui lui était consacrée, a affirmé « ne pas avoir regretté » sa décision de ne pas accorder la grâce à Christian Ranucci. L'ancien président de la République indique ainsi qu'« il était coupable, il était condamné, il devait être sanctionné » et ajoute : « Je ne regrette pas ma décision, parce qu'à la lecture des dossiers […] et des procès qui avaient eu lieu, il était coupable ». Lors d'un entretien rétrospectif sur sa présidence accordé en mai 2014 au Point, il maintient qu'il n'avait pas de doute sur la culpabilité de Ranucci. Dans sa réponse à une question sur la peine de mort, il évoque l'affaire en ces termes : « Pour Christian Ranucci, une exécution qui a fait scandale, je n'ai pas eu de doute : il était coupable d'avoir tué à coups de couteau la petite fille d'une famille d'immigrés espagnols. La gendarmerie avait retrouvé, sur les indications du coupable, l'arme du crime tachée du sang de la victime, et la cour d'assises s'était prononcée deux fois ».
D'autres éléments d'explication du refus de la grâce par le président de la République figurent dans ses mémoires, au tome 1 de Le Pouvoir et la vie. Il évoque notamment une lettre qu'il aurait reçue de la mère de Marie-Dolorès lui demandant de refuser la grâce, sans quoi elle « ne croirai[t] plus jamais à la justice ». À la fin du même chapitre, consacré à la peine de mort durant son mandat, il a cette formule : « En moi, rien ne bouge ».
Le 28 juillet 1976, tout juste une semaine après l'entretien entre Paul Lombard et le président, Christian Ranucci, alors incarcéré à la prison des Baumettes, est réveillé par les gardiens, qui ont préalablement posé des tapis devant sa porte de cellule afin de ne pas le surprendre en plein sommeil. Il est agité, se débat, proteste de son innocence et déclare, selon son avocat, Jean-François Le Forsonney : « Qu'est-ce qu'on est allé encore raconter à Giscard ? ». Il refuse de boire le verre d'alcool et de s'entretenir avec le prêtre par un laconique « Négatif ! » Il accepte une dernière cigarette, tandis que ses trois avocats, Mes Paul Lombard, Jean-François Le Forsonney et André Fraticelli, lui lisent une lettre de sa mère, Héloïse Mathon. Ranucci est conduit à l'échafaud et guillotiné à 4 h 13, devant les trois avocats accompagnés d'une jeune stagiaire, Me Marie-Anne Donsimoni, en présence du procureur de la République adjoint Xavier Tallet, du docteur Tosti, du contrôleur général Pierre Cubaynes qui avait supervisé l'enquête, et du juge d'instruction Pierre Michel.
Plusieurs sources divergent sur les derniers mots de Christian Ranucci. Si l'on en croit les mémoires posthumes de l'exécuteur André Obrecht, publiés par Jean Ker, le condamné aurait gardé le silence jusqu'au bout. Toutefois André Obrecht ne pouvait être présent lorsque Ranucci a parlé pour la dernière fois à ses avocats, car il n'était pas dans la même pièce qu'eux et trop éloigné pour entendre ce qui pouvait se dire. Néanmoins Marcel Chevalier, successeur présomptif d'Obrecht, confirme la formule attribuée par Jean Ker : « [Christian Ranucci] a été silencieux jusqu'à la fin. » Toutefois, pour les avocats Mes Le Forsonney et Lombard, témoins directs des dernières heures de leur client, les derniers mots prononcés par Ranucci auraient été : « Réhabilitez-moi ! »,. Cette demande apparaît officiellement pour la première fois dans l'ouvrage de Paul Lombard Mon intime conviction, paru en 1977, au sein d'un chapitre consacré à la peine capitale, mais l'avocat ne la mentionne pas dans l'ensemble des récits qu'il a faits de l’exécution, y compris juste après à la sortie de la prison des Baumettes, alors qu'il clame pourtant « qu'il croit plus que jamais à l'innocence de Christian Ranucci », en souhaitant que la mise à mort de son client « soit la dernière »,. De son côté, un gardien de prison qui a assisté à l'exécution ne mentionne pas, dans son témoignage, de demande de réhabilitation de la part de Ranucci et, dans le procès-verbal d'exécution, on peut lire : « Le nommé Ranucci Christian n'a pas fait de déclaration ». Enfin le troisième avocat de Ranucci, Me Fraticelli, qui a suivi son client jusqu'à la cour de la prison, affirme ne pas avoir entendu ces mots.
La dépouille de Ranucci est transportée au carré des suppliciés du cimetière Saint-Pierre. Il sera par la suite inhumé, à la demande de sa mère et de son avocat Me André Fraticelli, dans le caveau familial du cimetière Saint-Véran, à Avignon,.

### Demandes de révision
À la suite de la polémique créée par la parution du livre Le Pull-over rouge, trois demandes de révision ont été déposées (en 1978, en 1981 et en 1990). Elles ont toutes été rejetées.
Une première requête en révision est déposée le 10 août 1978 par Jean-Denis Bredin et Jean-François Le Forsonney, à l'instigation d'Héloïse Mathon, la mère de Ranucci, au moment de la rédaction et de la publication du Pull-over rouge. Elle est adressée au garde des Sceaux de l'époque, Alain Peyrefitte. Après trois mois d'investigations et d'auditions, la Commission de révision des procès criminels et correctionnels rend un avis négatif le 15 décembre 1978. La requête est rejetée par une lettre du ministre de la Justice adressée aux avocats de Mme Mathon, le 29 janvier 1979,. Lors d'une conférence de presse tenue le 1er février 1979, alors qu'il présente son projet de loi « Sécurité et liberté » (lequel aboutira en février 1981), Alain Peyrefitte estime que Christian Ranucci est bien coupable et qu'il n'existe aucun élément nouveau permettant de douter et de saisir la chambre criminelle de la Cour de cassation ; par la même occasion, il critique sévèrement le livre de Gilles Perrault,,. Par la suite, le Comité national pour la révision du procès Ranucci est fondé (en avril 1979) et rejoint par de nombreuses personnalités. Quelques mois plus tard, le ministre critique le film de Michel Drach, expliquant avoir chargé des magistrats de visionner le film.
Une deuxième requête en révision est déposée à la Chancellerie le 18 août 1981. Sous l'impulsion du ministre de la Justice, Robert Badinter (qui a fait état d'« interrogations » au sujet de l'affaire dans son discours du 17 septembre 1981, où il défendait son projet de loi d'abolition de la peine de mort), la Chancellerie charge le commissaire divisionnaire Joseph Le Bruchec de mener une enquête afin de recueillir d'éventuels éléments nouveaux,. Celui-ci découvre l'agenda de Christian Ranucci, qui révèle qu'il aurait séjourné à Marseille la veille du drame (et non à Salernes, comme il l'avait affirmé dans ses aveux), ce qui serait corroboré par le témoignage tardif d'un habitant de Marseille, Daniel Moussy, lequel déclare avoir été témoin, la veille du crime, d'un accident de la circulation survenu dans le quartier Saint-Marcel (11e arrondissement de Marseille), et impliquant Christian Ranucci. Cet événement, s'il était avéré, remettrait en cause sur un point mineur les aveux passés par Christian Ranucci, sans toutefois apporter d'éléments nouveaux en faveur de son innocence ou de sa culpabilité. Par ailleurs, une expertise en écriture, effectuée sur le PV énumérant les pièces à conviction trouvées dans le véhicule de Ranucci, permet de constater que la ligne concernant la saisie du pantalon est légèrement penchée et aurait donc été ajoutée après impression, ce qui constituerait alors, selon les avocats d'Héloïse Mathon, une « irrégularité » dans la procédure. Mais les experts désignés par la suite affirment qu'il est impossible de déterminer le temps écoulé entre la frappe du procès-verbal et celle de la ligne concernant le pantalon, et d'autre part le commissaire Alessandra, réinterrogé à ce sujet, confirme que le pantalon a été saisi le soir du 5 juin 1974. De même, durant la procédure, Ranucci a toujours dit que le pantalon – qu'il portait le jour des faits – avait été trouvé dans son véhicule. Plus tard, à la suite de l'émission Histoire d'un jour diffusée en juin 1985, l'avocat Daniel Soulez Larivière – qui représente les intérêts du Comité national pour la révision du procès Ranucci fondé en avril 1979 – cherche à savoir si le pull-over rouge a été flairé par le chien policier de la gendarmerie d'Arles. Le capitaine Gras est alors auditionné et prétend dans un premier temps que le chien a flairé les sièges de la voiture de Ranucci, ce qui est impossible, le véhicule ne s'y trouvant plus au moment des recherches. Par la suite, le capitaine Gras déclarera que, selon lui, le chien est parti des traces de pneus laissées par le véhicule de Ranucci. D. Soulez Larivière demandera également à ce que soit entendu le maître de chien, mais celui-ci décèdera avant d'avoir pu être interrogé. Finalement, le 10 juin 1987, le garde des Sceaux Albin Chalandon conclut, après avoir reçu l'avis de la Commission de révision des procès criminels et correctionnels, à l'absence de faits nouveaux de nature à établir l'innocence de Christian Ranucci nécessaires à la saisine de la chambre criminelle de la Cour de cassation, et rejette la requête par une lettre adressée aux avocats d'Héloïse Mathon,.
La troisième requête est déposée le 19 mars 1990 par Héloïse Mathon et le Comité national pour la révision du procès Ranucci, alors présidé par Georges Muratet et représenté aux audiences par Me Daniel Soulez Larivière. Elle intervient après l'entrée en vigueur de la loi du 23 juin 1989 sur la révision des condamnations pénales, qui prévoit de faciliter les demandes de révision. Elle reprend les faits invoqués lors des deux précédentes requêtes. En janvier 1991, Mme Mathon est entendue par la conseillère rapporteure Martine Ract-Madoux, puis le 14 octobre c'est au tour de la partie civile d'être auditionnée, en les personnes de Pierre et de Jean-Baptiste Rambla. Le 13 mai 1991, deux notes complémentaires rédigées par les avocats de la demanderesse sont adressées à la conseillère rapporteure. Le 15 novembre 1991, la Commission de révision des condamnations pénales, présidée par Paul Malibert, tient audience et entend notamment l'avocat général François Rabut et la conseillère rapporteure Martine Ract-Madoux, puis les avocats d'Héloïse Mathon sur les zones d'ombre et les éléments nouveaux que ceux-ci disent avoir relevés, puis met la requête en délibéré pour le 29 novembre suivant. Ce jour-là, la requête en révision est rejetée, la commission estimant qu'aucun élément n'est de nature à faire naître le doute sur la culpabilité du condamné,,.
En 2002 est fondée l'association Affaire Ranucci : pourquoi réviser ?, par quatre étudiants en droit dont Antonin Lévy, fils du philosophe Bernard-Henri Lévy et qui devient par la suite avocat. Cette association tente de sensibiliser le public, notamment via Internet, sur la nécessité, selon elle, de réviser le procès Ranucci.
Cependant, aucune autre requête n'a pu être déposée du vivant de l'unique et dernier ayant droit connu du condamné, sa mère Héloïse Mathon (16 septembre 1922 – 14 mars 2013), son père, Jean Ranucci (30 mai 1921 – 23 mars 1988), qui avait par ailleurs divorcé d'Héloïse Mathon, étant lui décédé en 1988. Seuls désormais le ministre de la Justice, le procureur général de la Cour de cassation ou encore le procureur général d'une cour d'appel peuvent demander la révision du procès, depuis l'entrée en vigueur de la loi no 2014-640 du 20 juin 2014 sur la réforme des procédures de révision et de réexamen d'une condamnation pénale définitive. Néanmoins, quarante ans après la condamnation à mort de Christian Ranucci, Daniel Soulez Larivière, avocat du comité de soutien, estime « peu vraisemblable » que le ministre ou un magistrat saisisse la Cour de révision et de réexamen.

## Naissance d'une polémique

### Polémiques
Deux ans après l'exécution de Ranucci paraît Le Pull-over rouge de l'écrivain Gilles Perrault (1931-2023), dont il a été déjà question, ce qui crée une polémique sur la culpabilité du condamné. Un film, Le Pull-over rouge, réalisé par Michel Drach (1930-1990) et sorti au cinéma en 1979, sera tiré du livre.
À la suite de la parution du Pull-over rouge, le philosophe Michel Foucault (1926-1984) publie le 11 septembre 1978 dans Le Nouvel Observateur un article consacré à ce livre et émet des critiques concernant l'enquête et l'instruction. Il emploie notamment une expression qui sera reprise par la suite, la « religion de l'aveu ». À la même époque, des journalistes contestent la thèse de Perrault, comme José d'Arigo, journaliste du Méridional. De son côté, Christian Chardon (1943-), qui a couvert l'affaire pour Détective, publie dans les colonnes de Minute un article intitulé « Non ! L'affaire Ranucci n'est pas une erreur judiciaire », où il insiste notamment sur les aveux réitérés de Ranucci et les indications qu'il a fournies concernant l'endroit où était cachée l'arme du crime, tandis que Jean Laborde (1918-2007) publie dans Paris Match en novembre 1979 un article intitulé « Ranucci innocent ? Eh bien non ! ».
La portée de la controverse est telle que, lors des débats à l'Assemblée nationale sur la question de l'abolition de la peine de mort, Robert Badinter (1928-2024) déclare dans la séance du 17 septembre 1981 : « Christian Ranucci : je n'aurais garde d'insister, il y a trop d'interrogations qui se lèvent à son sujet, et ces seules interrogations suffisent, pour toute conscience éprise de justice, à condamner la peine de mort ». Si plusieurs livres reprenant la thèse de l'innocence paraissent dans les années 1990, Mathieu Fratacci (1937-1993), présent lors de la garde à vue de Ranucci, publie en 1993 Qui a tué Christian Ranucci ?, ouvrage cherchant à réaffirmer, au contraire, sa culpabilité.
Gérard Bouladou (1951-2019), commandant de police judiciaire retraité, publie en 2005 une première contre-enquête, L'Affaire du pull-over rouge : Ranucci coupable ! : un pull-over rouge cousu… de fil blanc, visant à réfuter les arguments de Perrault. En 2006, dans un second livre, intitulé Autopsie d'une imposture : l'affaire Ranucci : toute la vérité sur le pull-over rouge, il entend à la fois fournir l'ensemble des éléments du dossier et démontrer que l'affaire, telle du moins qu'elle est présentée dans Le Pull-over rouge, relève de la manipulation.
De son côté, Yann Le Meur (1966-), président du Comité national pour la révision du procès Ranucci, fait paraître en 2013 Le Sang et l'Encre : et si Christian Ranucci était innocent ?, en vue de relancer l'affaire et d'obtenir la révision du procès. Allant plus loin que Perrault dans ses premiers écrits, Le Meur plaide l'innocence de Christian Ranucci, dont l'interpellation serait consécutive, selon lui, à un mensonge des époux Aubert quant à ce qu'ils ont vu le jour du crime. Tout en critiquant vivement certains des protagonistes, il énonce la théorie selon laquelle un homme au pull-over rouge (celui qui a été retrouvé dans la champignonnière) serait le véritable meurtrier.
Jean-Louis Vincent (1952-), commissaire divisionnaire à la retraite, publie en 2018 Affaire Ranucci : du doute à la vérité, où il revient sur l'enquête et l'instruction de l'époque, analyse les pièces du dossier et évoque la médiatisation de l'affaire, ainsi que les demandes de révision, avant de conclure à la culpabilité de Ranucci.
Régulièrement, des émissions consacrées aux faits divers réévoquent pourtant le sujet.

### Lien démenti avec l'affaire Fourniret
Selon le quotidien belge Le Soir du 19 janvier 2006, Michel Fourniret aurait admis auprès des enquêteurs belges avoir passé des vacances dans la région de Berre, près de Marseille en 1974. Les enquêteurs font le lien avec l'affaire Ranucci et transmettent cette information à leurs homologues français.
L'auteur ajoute dans ce même article que M. Fourniret, qui était déjà connu à l'époque comme agresseur d'enfants, était, comme Christian Ranucci, propriétaire d'une Peugeot 304 (bien que la thèse de l'innocence repose notamment sur l'hypothèse que l'enlèvement ait été commis à l'aide d'une Simca 1100 grise). L'information a toutefois été démentie le même jour par le procureur français de Charleville-Mézières, Francis Nachbar, chargé du dossier Fourniret : « En l'état actuel des investigations multiples menées en France sur les faits criminels commis par Michel Fourniret et de notre connaissance des enquêtes effectuées par les autorités judiciaires belges, aucun élément sérieux, le plus ténu soit-il, ne permet d'accréditer de telles informations ou rumeurs ».
D'autre part, selon le Nouvel Observateur, citant le quotidien régional La Provence, Michel Fourniret aurait assisté au procès de Christian Ranucci, en mars 1976. La Provence affirmait détenir des photographies d'archives de l'ouverture du procès à Aix-en-Provence sur lesquelles il était possible de reconnaître Michel Fourniret. L'identité judiciaire, après étude anthropométrique des photos, a conclu qu'il ne pouvait pas s'agir de lui.

## Principaux points de débat
- Si vous ne connaissez pas le sujet, laissez ce bandeau (vous pouvez alors contacter les auteurs).
- Si vous supprimez le contenu mis en cause (vous pouvez préalablement contacter les auteurs),

argumentez précisément cette suppression dans la page de discussion
(un manque de référence n'est pas un argument ; une recherche réelle de référence doit avoir été effectuée, être formellement documentée).

### Arguments mettant en cause Christian Ranucci

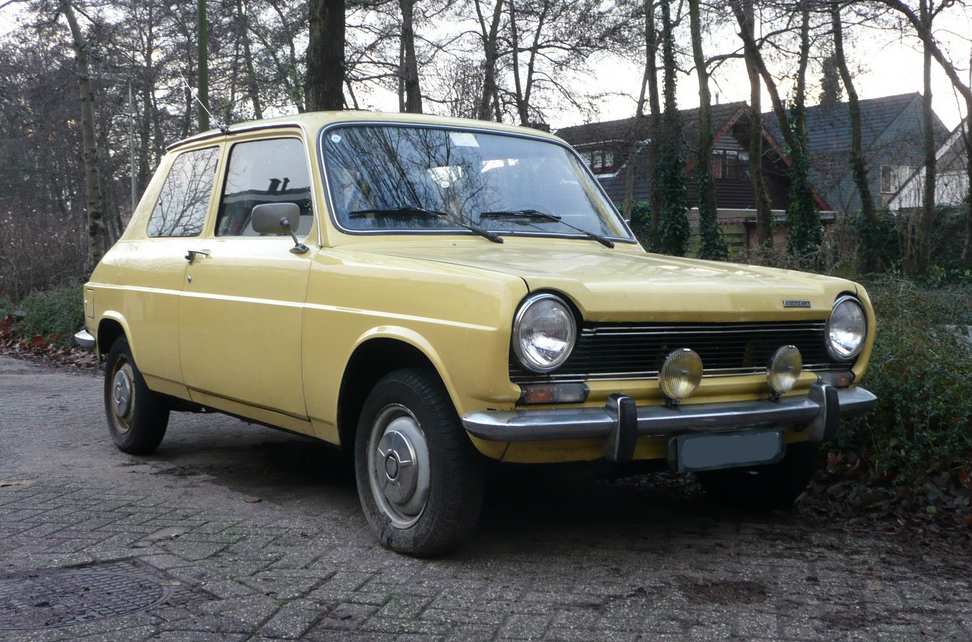
Simca 1100 LS (1974).

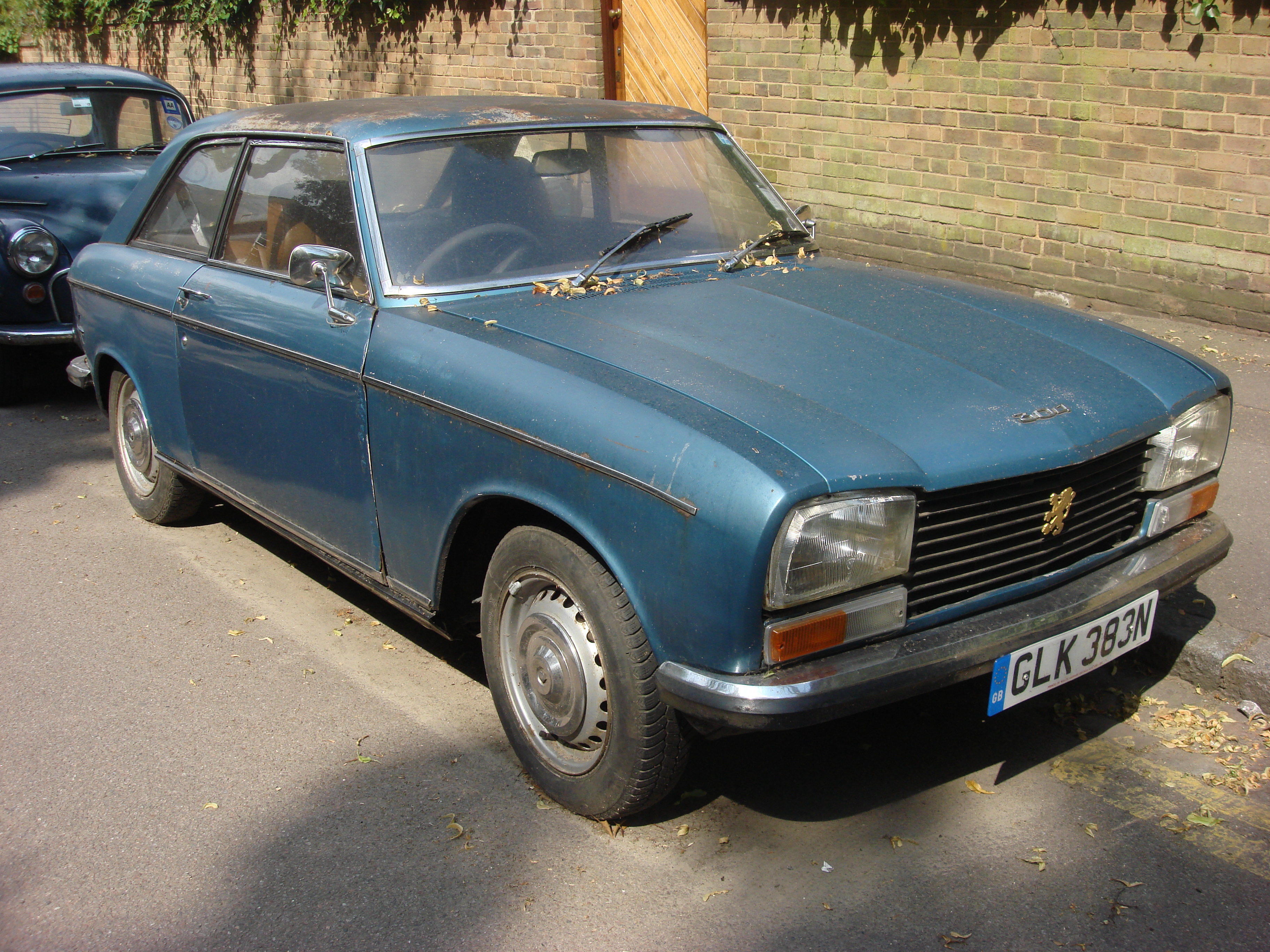
Peugeot 304 coupé.

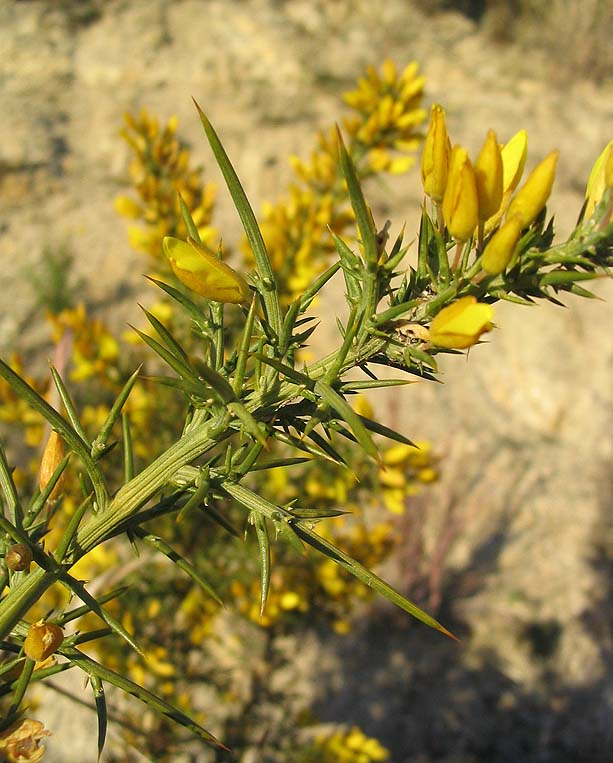
Argeras.

L'un des arguments le plus mis en avant par les partisans de l'innocence de Ranucci est le témoignage du garagiste Eugène Spinelli, qui relate le 4 juin au cours de l'enquête de proximité, puis le 5 dans une déposition signée, avoir assisté, non loin et dans un horaire proche de celui de l'enlèvement, à une scène au cours de laquelle un homme et une fillette montaient à bord d'une voiture Simca 1100. Si la similitude extérieure entre une Simca 1100 première version (1968-1972) et la Peugeot 304 coupé relativise le témoignage du garagiste, il existe cependant entre les deux véhicules des différences que Spinelli ne pouvait ignorer et, même si la Simca 1100 se trouvait être la voiture la plus vendue de l'année, alors que la Peugeot 304 coupé était moins répandue, pour un homme du métier comme lui, il s'agissait bien d'une Simca 1100. Quant au message radio diffusé par la police, il évoquait simplement une voiture qui « pouvait être une Simca ».
Le signalement que le garagiste donne de l'homme paraît correspondre à Ranucci (« Il pouvait mesurer 1,80 m environ, il était de corpulence moyenne et avait des cheveux châtain clair. Il était vêtu d'une veste claire et d'un pantalon foncé (tout au moins plus foncé que la veste) »). Outre le pantalon bleu marine que Ranucci reconnaît avoir porté le jour du crime, Héloïse Mathon, la mère de Christian Ranucci, témoigne dans ses écrits sur l'affaire, que son fils était parti lors du week-end de la Pentecôte 1974 avec une veste en daim.
C'est la voiture de Ranucci (identifiée par sa plaque minéralogique) qui a été impliquée dans l'accident avec M. Martinez, qui a été prise en chasse par le couple Aubert, et qui s'est arrêtée à proximité de l'endroit où l'on découvrira le corps de la victime. Ranucci reconnaît de manière constante avoir eu cet accident, y compris lors de son procès. C'est la même voiture qu'Henri Guazzone et Mohammed Rahou découvrent embourbée dans une champignonnière, environ quatre heures après l'accident ; c'est Ranucci lui-même qui leur demande de l'aide pour désembourber sa voiture. Par ailleurs M. Aubert aurait précisé aux gendarmes qu'il n'avait remarqué aucune présence humaine dans le coupé 304, après la fuite d'un jeune homme dans les fourrés.
Un télégramme officiel (daté du 5 juin 1974) semble montrer que les époux Aubert n'ont pas varié dans leurs déclarations et ont toujours parlé d'un enfant. Le fait que Vincent Martinez et les époux Aubert aient spontanément fait le lien entre l'accident et l'enlèvement et que leurs appels aient entraîné la découverte et l'identification du corps de Marie-Dolorès, donne une grande crédibilité à leur témoignage. D'autre part, Ranucci est passé aux aveux après que Mme Aubert l'a pris à partie, au cours d'une confrontation à l'Évêché.
Christian Ranucci présente des griffures sur les avant-bras, or le corps de la victime a été découvert enfoui dans des argeras (arbustes très piquants de la catégorie des ajoncs). Mais il a également transporté des branchages pour les placer sous les roues de son véhicule embourbé. Néanmoins d'après M. Guazzone, contremaître de la champignonnière ayant témoigné sur ce point au procès, les blessures de Ranucci ne pouvaient avoir été causées que par les argeras ; lui-même avait auparavant nettoyé la galerie de la champignonnière, qui contenait peu de ronces au moment des faits.
Le pantalon du jeune homme présente des taches de sang. Interrogé, Ranucci déclare en garde à vue qu'il ignore l'origine de ces taches, puis affirme au procès avoir saigné au cours de son accident de voiture. Or le médecin qui l'examine à l'issue de sa garde à vue ne trouve sur son corps aucune plaie ou blessure fraîche, et un rapport indique, à propos du pantalon, qu'il comporte des taches d'apposition (c'est-à-dire provenant de l'extérieur). Le pantalon taché de sang saisi dans la voiture de Ranucci est bleu marine ; or le garagiste Spinelli déclare que l'homme portait un pantalon de couleur foncée. D'autre part Christian Ranucci déclare le 6 juin : « Le pantalon de couleur bleue qui se trouvait dans ma voiture est bien celui que je portais au moment de l'accident ». Lors de son interrogatoire de première comparution, il dit au juge d'instruction : « Sans pouvoir être formel, je pense donc que si une tache de sang a été découverte sur le pantalon trouvé dans ma voiture par les policiers, je pense qu'il s'agit de sang provenant de la fillette ; avant que l'enfant ne soit égorgée, mon pantalon était propre, il n'avait aucune tache ».
Un cheveu clair et bouclé semblable à ceux de la victime a été découvert dans l'habitacle de la voiture de Ranucci.
Des lanières de cuir d'un mètre de long, tressées et assemblées en une sorte de fouet, ont été saisies dans la voiture du suspect. Interrogé par le juge d'instruction, Ranucci dément tout caractère sexuel concernant cet objet, et prétend avoir fabriqué un scoubidou.
Il n'a aucun alibi pour la période entre l'heure supposée de l'enlèvement et l'heure de son accident (qu'il a toujours reconnu), mais a varié dans ses déclarations. Dans le procès verbal de son audition à la gendarmerie de Nice, alors qu'il n'est officiellement interrogé que pour l'accident avec délit de fuite, puis dans le premier procès verbal d'audition à l’Évêché (police de Marseille), Ranucci reconnaît l'accident, dit venir d'Aix-en-Provence alors qu'il arrivait de Marseille, avoir pris la fuite et roulé jusqu'à la champignonnière où il s'est arrêté pour réparer sa voiture dont le pneu frottait sur la carrosserie. À partir de sa rétractation et dans son « Récapitulatif » (document écrit en prison quelques semaines avant son exécution), Ranucci évoque un évanouissement, un « trou noir » au moment du meurtre, dans sa voiture. Ses déclarations sont pourtant contredites sur ce point par Alain Aubert, lequel aurait confirmé à la gendarmerie, selon un rapport de synthèse, n'avoir remarqué aucune présence humaine à l'intérieur du véhicule stoppé au bord de la nationale 8 bis, après avoir vu un homme s'enfuir dans les fourrés. Ranucci prétend avoir passé la soirée à boire à Marseille, puis évoque une commotion entre l'accident et son réveil dans la galerie de la champignonnière. Pourtant d'après les témoins qui l'ont aidé à sortir sa voiture de la galerie, il aurait prétendu être venu de lui-même près de la champignonnière pour pique-niquer. Ranucci ne s'explique absolument pas quant à l'évolution très significative de sa version des faits.
Tout au long de l'instruction, mais également peu avant le procès lors d'une entrevue avec son avocat Me Le Forsonney (voir plus bas), Ranucci n'a jamais démenti être le propriétaire du couteau recouvert de sang, supposé être l'arme du crime, retrouvé près de la champignonnière où il a reconnu s'être rendu, située à quelques centaines de mètres des lieux où le corps de la victime a été découvert.

### Arguments mettant en doute la culpabilité de Christian Ranucci
Les deux seuls témoins de l'enlèvement n'identifient ni le ravisseur ni la voiture qu'il conduisait. Le frère de Marie-Dolorès, Jean-Baptiste, âgé à l'époque de six ans et demi, ne reconnaît pas Ranucci comme « l'homme au chien perdu », le garagiste témoin de l'enlèvement non plus. Il en va de même pour la voiture, qui ne correspond pas au modèle décrit plus haut. Le garagiste précise toutefois, dans sa déposition en date du 5 juin 1974, qu'il ne pense pas être en mesure de reconnaître le ravisseur au cas où celui-ci lui serait présenté. Il déclare par ailleurs qu'il a vu une Simca 1100 (et non un coupé Peugeot 304) et que le ravisseur ne portait pas de lunettes, contrairement à Ranucci. Or, comme l'explique Gérard Bouladou, le procès verbal d'audition du frère de la victime prouve qu'en réalité l'enfant n'a jamais mentionné la marque de la voiture. En revanche le garagiste mentionne bien le passage d'une Simca 1100 grise, mais à une heure antérieure (10 h 50) à celle où Mme Rambla dit avoir vu sa fille pour la dernière fois (vers 11 h 5, selon sa déposition en date du 4 juin). Par ailleurs, compte tenu de la situation de son garage et de l'endroit où se trouvait la voiture de Ranucci (la déposition de Jean-Baptiste Rambla concorde là-dessus avec les aveux de l'inculpé), Eugène Spinelli n'aurait pas été en mesure d'assister à la scène. La reconstitution n'a pas résolu ce point important, le garagiste, tout comme le frère de la disparue, n'ayant pas été convoqués lorsqu'elle a eu lieu. Les deux témoins n'ont pas été davantage entendus ni convoqués durant l'instruction par le juge.
Le pull-over rouge retrouvé dans la champignonnière serait d'une taille supérieure à celle de Ranucci. Par ailleurs Héloïse Mathon a indiqué aux policiers que Christian Ranucci détestait le rouge, fait non démenti par la fouille effectuée au domicile de Ranucci mais en contradiction avec la couleur rouge des sièges de sa voiture ainsi qu'avec le témoignage (tardif) d'un camarade du service militaire.
Quant au mobile de l'enlèvement, même après les aveux de Ranucci et l'examen psychiatrique auquel a été soumis le suspect, il n'a jamais été clairement établi. En outre l'autopsie de la victime n'a pas fait état de violences sexuelles ni de viol.
Par ailleurs, aucune empreinte de la victime n'a pu être prélevée dans le coupé Peugeot 304 de Ranucci.
On observe d'autre part que les témoignages d'Alain Aubert et de Vincent Martinez, tels qu'ils ont été recueillis, ont évolué. D'après un rapport de synthèse rédigé par la gendarmerie, M. Aubert aurait eu une conversation téléphonique avec la gendarmerie de Roquevaire le 4 juin. Il en aurait eu une autre le lendemain, 5 juin, avec celle de Gréasque. Au cours de ces conversations, Alain Aubert aurait déclaré avoir vu un homme prenant la fuite avec un « paquet assez volumineux ». En revanche, le 6 juin, à l'hôtel de police de Marseille, après avoir été confrontés à C. Ranucci et l'avoir reconnu, les époux Aubert vont dire qu'ils l'ont vu s'enfuir en entraînant avec lui un enfant. Le « paquet volumineux » apparaît par deux fois dans le rapport de synthèse rédigé par la gendarmerie. Ce document, signé par un officier de police judiciaire, donc une personne assermentée, n'est jamais signé par les personnes mises en cause. On retrouve également cette mention de « paquet volumineux » dans des articles de journaux locaux. Après la découverte du corps de l'enfant, dans l'après-midi du 5 juin, plusieurs journalistes vont en faire état. Il y a d'abord un journaliste travaillant pour le compte de RTL et du Provençal qui va l'apprendre, sur le lieu de découverte du corps, de la bouche même du capitaine Gras. Il y a d'autres journalistes qui, après avoir contacté les Aubert dans la soirée du 5 juin, vont faire état du « paquet ». Plusieurs années après, les Aubert contestent formellement avoir varié dans leurs déclarations et affirment avoir toujours parlé d'un enfant. Ils disent aussi ne jamais avoir téléphoné aux gendarmes. D'autre part, d'après ce même rapport de synthèse, M. Martinez aurait recontacté, le 5 juin 1974 vers 10 h, la gendarmerie de Gréasque pour indiquer que « contrairement à ce qu'il avait déclaré dans sa plainte, il pensait qu'un enfant avait pu se trouver dans le véhicule tamponneur ».
L'heure précise du meurtre n'a pas été établie par l'autopsie, alors que le bol alimentaire avait été prélevé sur la victime.
Aucun procès-verbal de présentation du suspect aux témoins Aubert (lors de la parade d'identification) n'a été dressé par les policiers. Quelques journalistes relayent ainsi une rumeur selon laquelle les Aubert n'auraient reconnu Ranucci qu'au terme d'un second tapissage. Cependant, en cas de tapissage infructueux (comme ce fut le cas avec les deux témoins de l'enlèvement), la confrontation des Aubert avec le suspect n'aurait jamais eu lieu (articles 63 et suivants du Code de procédure pénale). En fait, les sources divergent sur la question de savoir si un tapissage a bien eu lieu : les écrits de Ranucci lui-même (son « Récapitulatif » contenu dans l'ouvrage Jusqu'au 28 juillet 1976: Écrits d'un condamné) n'en font pas état, tandis que d'après les souvenirs d'Alain Aubert mais aussi de Vincent Martinez, recueillis plusieurs années après, ces derniers ont reconnu Ranucci alors qu'il leur était présenté parmi d'autres individus.
Le plan dessiné par Christian Ranucci correspondrait à un calque du cadastre. L'immeuble serait à la même échelle (y compris avec un petit muret du cadastre) et les rues correspondraient au même secteur angulaire, chose impossible à constater lors d'une simple visite où l'on ne voit que des façades. Ceci irait évidemment dans le sens d'aveux extorqués sous la pression policière. Cette affirmation est contestée. Perrault, qui ne le publie pas dans son livre, parle d'un « gribouillis sans signification » alors que d'autres au contraire le trouvent trop précis pour avoir été réalisé par Ranucci. Celui-ci reconnaît toutefois, lors de sa dernière comparution devant le juge d'instruction, avoir dessiné lui-même ce plan. Des reportages télévisés, tels que Faites entrer l'accusé, occultent même l'existence de ce plan. D'autre part, lors de la reconstitution, Ranucci a montré qu'il connaissait effectivement déjà les lieux, en particulier l'endroit où se trouvaient les enfants, ainsi que la direction à suivre pour sortir de la cité Sainte-Agnès.
Par ailleurs, dans Le Pull-over rouge, Gilles Perrault conteste la présence et la découverte du couteau : « Une heure cinquante-cinq de recherches pour découvrir un couteau dans un tas de fumier de quelques mètres carrés avec une poêle à frire exactement réglée […]. » En réalité, le tas de fumier fait plusieurs centaines de mètres carrés qu'il faut explorer avec des instructions vagues de Ranucci. D'après G. Bouladou, Ranucci aurait fourni des précisions supplémentaires hors procès-verbal, alors qu'il était déféré devant le juge d'instruction. De plus, lors de la reconstitution, Ranucci a montré l'emplacement du couteau avec une grande précision. Détail surprenant d'après Perrault : « Le 6 juin à cinq heures et demie de l'après-midi, c'est-à-dire à l'heure exacte où commencent les recherches, l'inspecteur Porte consigne par procès-verbal la découverte le 5 juin d'un "couteau à cran d'arrêt de marque Virginia-Inox, à ouverture automatique, manche nacre" saisi par la brigade de gendarmerie de Gréasque. » Mais, comme l'explique Bouladou dans son livre, Perrault fait allusion à la fiche de scellé du couteau et à un procès-verbal récapitulatif de scellés : la première mentionne la date de l'affaire ouverte par les gendarmes à la suite de la découverte du corps de la victime, c'est-à-dire le 5 juin ; au bas du procès-verbal récapitulatif (entamé « le six juin mil neuf cent soixante quatorze à dix sept heures trente ») a été rajouté un paragraphe mentionnant les scellés découverts les 5 et 6 juin 1974 par les gendarmes, et remis successivement les 6 et 7 juin aux policiers chargés de l'enquête (voir ci-dessous).
Durant toute l'instruction Ranucci n'avoue jamais s'être changé, entre le moment où il est aperçu par les Aubert en train de fuir dans les fourrés avec la victime et le moment où il se trouve dans la champignonnière. En revanche, d'une part, il reconnaît avoir porté lors de l'accident le pantalon bleu taché de sang trouvé dans sa voiture et, d'autre part, le contremaître Henri Guazonne (venu désembourber la 304 dans la champignonnière) déclare dans sa déposition à la gendarmerie que Ranucci portait un pantalon anthracite.
Par la suite, alors que l'inculpé est en prison, une femme, Jeannine Mattei, rencontre sa mère et l'informe que sa fille aurait été abordée dans la rue par un homme prétendant chercher un chien noir et portant un pull-over rouge. La défense apprend de la bouche de Mme Mattéi qu'une confrontation aurait eu lieu mais que, les plaignants n'ayant pas reconnu Christian Ranucci comme l'homme au pull-over rouge, la déposition n'avait pas été retenue au dossier. Gilbert Collard suggérera lors du procès qu'il s'agissait d'un faux témoin. Pourtant d'autres dépositions corroborant l'existence d'un satyre au pull-over rouge ont été écartées du dossier d'instruction, les victimes de ces satyres n'ayant pas identifié Christian Ranucci comme leur agresseur. Il s'agit du gardien assermenté d'une cité du Xe arrondissement de Marseille et de deux sœurs de 7 et 9 ans, agressées par un satyre portant un polo ou un pull-over rouge. Il faut ajouter que, dans leur déposition, ces trois témoins ne font pas état de boutons dorés présents au niveau de l'épaule, alors que le pull-over trouvé dans la champignonnière par les gendarmes en est pourvu.

### Circonstances atténuantes tirées du vécu de Christian Ranucci
Le livre de Gilles Perrault révèle que Ranucci n'a pas vécu avec son père et a été témoin, lorsqu'il était enfant, d'une agression au couteau dont l'intéressé s'était rendu coupable sur sa femme devant le tribunal de grande instance de Toulon, au sortir de leur divorce. Depuis, Christian vivait avec sa mère, tous deux ayant effectué de nombreux changements de domicile à travers la France. Ranucci entretenait avec elle des relations fusionnelles. Marie-Anne Donsimoni, avocate stagiaire au cabinet de Paul Lombard à l'époque, décrira Héloïse Mathon comme étant « la femme de sa vie, et rien d'autre autour ». De son côté, Héloïse Mathon s'est montrée ultra-protectrice, voire confuse, dans la défense des intérêts de son fils en justice. Il semblerait, d'après le témoignage d'un gardien des Baumettes, qu'elle soit à l'origine du système de défense adopté par celui-ci (c'est-à-dire plaider l'innocence).
Par ailleurs le comportement arrogant, voire mégalomane du fils lors de son procès, arrivé en tenue de clergyman avec une grande croix pectorale sur le thorax, selon une idée de sa mère, est assez révélateur que cette dernière entretenait son immaturité. D'autres éléments sont à mettre en rapport avec cette immaturité supposée, en particulier une présumée inconscience de la gravité du crime commis, que l'inculpé ne parvient pas à réaliser. Ainsi, d'après Jean-François Le Forsonney, Ranucci « n'avait pas conscience », à l'époque, de la gravité des faits ni de la peine encourue ; cette attitude de Ranucci semble corroborée par un témoignage livré dans deux émissions de télévision par Pierre Grivel, inspecteur présent lors de la garde à vue et lors de la reconstitution. Selon son témoignage, Ranucci lui aurait demandé quelle peine il encourait pour le crime qu'il avouait avoir commis, ce à quoi l'inspecteur aurait répondu qu'il risquait la peine de mort ; Ranucci aurait alors jugé cette peine excessive par rapport au crime. P. Grivel assure que Ranucci « n'a jamais mesuré l'importance de son acte »,. De même le juge Michel dira de Ranucci : « J'ai eu l'impression d'avoir un enfant devant moi ».
Un tel vécu pouvait raisonnablement influer le passage à l'acte : c'était la thèse envisagée à l'origine par l'un de ses avocats, Me André Fraticelli. Il se trouve que Ranucci et sa mère n'ont pas accepté cette thèse et que les médecins-experts chargés de son expertise médico-psychologique l'ont également rejetée en considération de l'âge de la victime et de sa vulnérabilité. Il faut ajouter que l'article 64 du Code pénal en vigueur à l'époque, qui dispose que l'individu ne peut pas être déclaré responsable de ses actes lorsqu'il a commis le crime dans un état de démence, a été tout autant écarté par les experts. Il n'en demeure pas moins que l'absence de circonstances atténuantes eu égard à l'âge de l'auteur et à son immaturité certaine reste un point discutable de l'affaire. En effet, si des circonstances atténuantes avaient été accordées par la cour d'assises, la peine capitale n'aurait pas été prononcée. Dans un rapport au ministre de la Justice, l'avocat général Armand Viala explique sa décision de requérir la peine de mort, entre autres, par l'attitude délétère de l'accusé au cours de son procès ; le magistrat ajoute que si Ranucci avait fait preuve de repentir, il aurait pu, à son avis, échapper à la peine capitale.
Durant le procès, certains (comme Alex Panzani, journaliste à La Marseillaise, et Gilbert Collard, avocat de la partie civile) ont pensé que Ranucci ne s'adressait qu'à sa mère, qu'elle était la seule qu'il voulait convaincre de son innocence,,. De même, le chroniqueur judiciaire Frédéric Pottecher avait estimé qu'elle et son fils n'étaient pas « normaux », ayant décelé dans leur personnalité « quelque chose de fou ». De plus, dans le « Récapitulatif » que le condamné a écrit en prison sur les conseils de sa mère, et où il tente de présenter sa version des faits et de démontrer son innocence, G. Bouladou décèle une certaine forme de mythomanie et d'auto-persuasion.

### Mobile: un acte pédophile?
L'enlèvement de Marie-Dolorès Rambla peut être rapproché d'autres événements qui auraient impliqué des enfants et Christian Ranucci lui-même, à savoir les dépositions de Marthe Spineck et de Marc Pappalardo, qui affirment avoir reconnu l'inculpé comme étant l'individu qui s'en serait pris à leurs enfants respectifs : Sandra, âgée de dix ans au moment des faits présumés, et Patrice, âgé de quatre ans et demi. Selon les Spineck, vers la fin de l'année 1973, un homme avait poursuivi Sandra rentrant d'un cours de danse avec une amie, avait attendu qu'elle se retrouve seule puis s'était rué sur elle, avant que Marthe Spineck, sa mère, ne s'interpose. L'homme avait alors pris la fuite. À la suite d'un appel à témoin lancé dans Nice-Matin, elles avaient toutes deux reconnu Christian Ranucci comme étant cette personne.
Le 15 avril 1974, Patrice Pappalardo est enlevé par un inconnu alors qu'il joue avec ses frères près de chez lui. L'inconnu aurait passé une heure en sa compagnie en lui offrant notamment des confiseries. Son père le retrouvera la bouche barbouillée de rouge. L'inconnu l'aurait relâché sans lui faire de mal et donné rendez-vous pour le lendemain.
Lors de l'enlèvement de Marie-Dolorès, le ravisseur prétend avoir perdu son « chien noir » et invite les enfants à partir à sa recherche avec lui. Or, si l'on en croit les observations du psychologue Damien Lambert, le prétexte de l'animal égaré est une arme prisée des pédophiles. Les pédophiles miseraient, selon lui, sur l'affection qu'éprouvent les enfants envers les animaux. Cet élément est confirmé par la criminologue Sylvia Bréger.
Ces deux événements paraissent présenter des similitudes avec les cas de pédophilie situationnelle : l'homme enlève les enfants si l'occasion se présente, sans prévoir qu'il va enlever un enfant, avec toutefois une certaine préméditation. L'universitaire Myriam Belley souligne ainsi que les pédophiles situationnels « ne passent à l'acte que par une occasion hasardeuse ». D'après les aveux de Ranucci, celui-ci aurait d'abord cherché le domicile d'un ancien camarade de service militaire avant d'être attiré par Marie-Dolorès et son petit frère en train de jouer : « Je n'ai pas trop insisté pour retrouver mon camarade et, apercevant deux enfants […], je me suis approché d'eux, j'ai abordé les enfants […]. L'idée m'est venue d'emmener la petite fille ». Le passage à l'acte s'opérerait donc sur le moment, sans que l'individu y ait pensé auparavant.
Les experts psychiatres et l'experte psychologue Myriam Colder dénotent chez Ranucci, dans leurs rapports respectifs, une « sexualité immature et mal orientée »,. Pour autant, son profil n'a pas été clairement défini comme celui d'un pédophile : sur les raisons de l'enlèvement de Marie-Dolorès, il est simplement fait état d'un désir et d'une quête de compagnie, qui suivrait la recherche du domicile d'un camarade de régiment (d'après les aveux de Ranucci et d'après l'analyse des experts psychiatres). De plus, et bien que les experts psychiatres aient affirmé le contraire, Ranucci a toujours nié, même en avouant le crime, avoir procédé à des gestes ou entreprises à caractère sexuel sur la victime, ni en avoir eu l'intention. Par ailleurs, aucune trace de sévices sexuels n'a été relevée lors de l'autopsie de la victime ; le commissaire Alessandra, lorsqu'il dresse le bilan de l'enquête devant les journalistes le 6 juin 1974, déclare penser que Ranucci cache ses intentions réelles par pudeur. Enfin son avocat Jean-François Le Forsonney souligne, dans l'émission de 50 ans de faits divers consacrée à l'affaire, que le mobile de l'enlèvement de l'enfant par Ranucci n'a pas fait l'objet, à l'époque, d'une explication ou d'un éclaircissement quelconque. Ajoutons que Ranucci a été élevé par sa mère dans la crainte permanente qu'il ne soit enlevé par son père. D'après un psychiatre intervenu dans une émission consacrée à l'affaire (mais n'ayant pas participé aux expertises à l'époque), Ranucci commet des enlèvements sans violence, en ramenant l'enfant à ses parents en fin de journée, et c'est l'accident qui l'aurait conduit à tuer la petite fille.

### Voiture

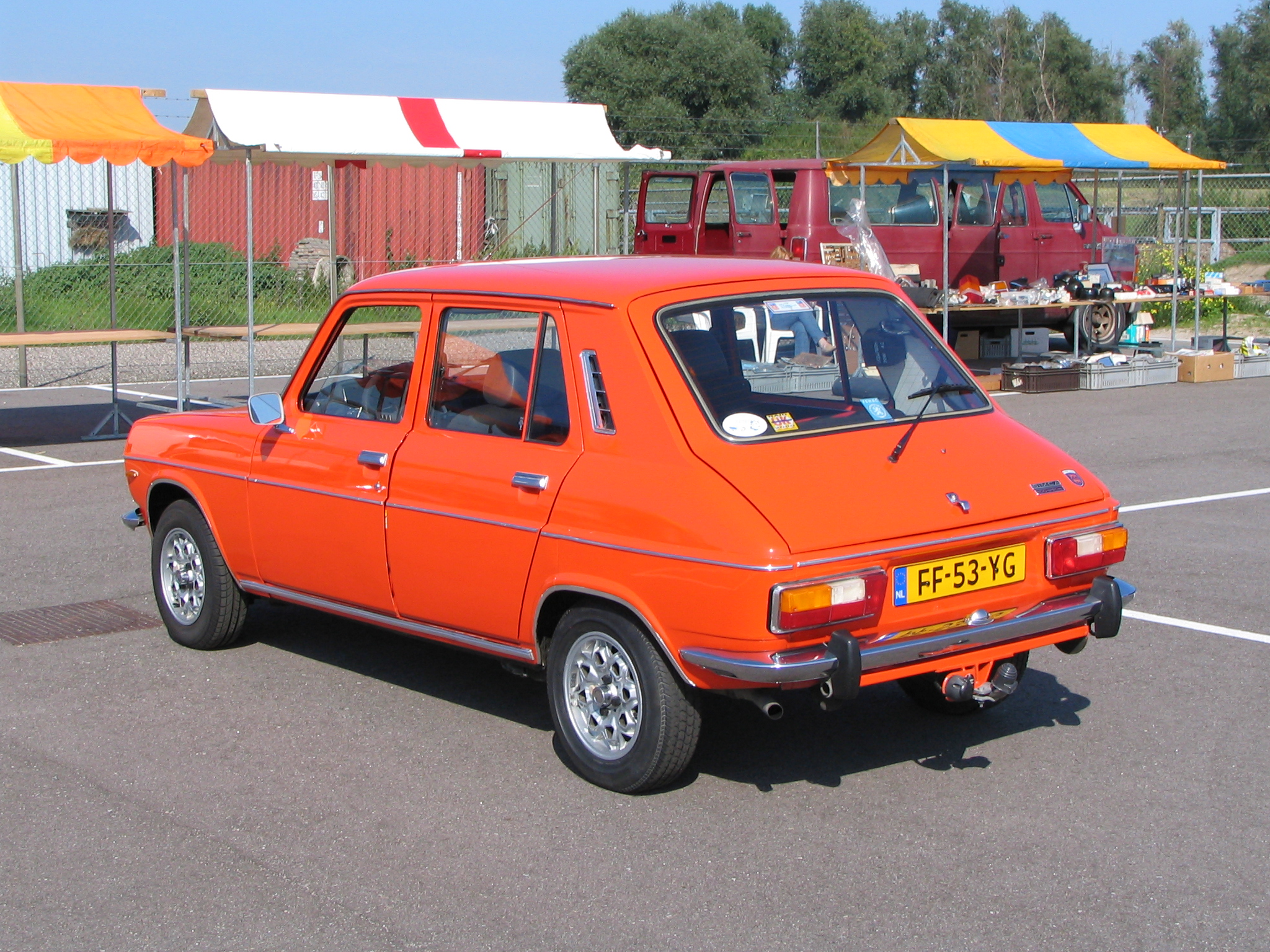
Vue arrière d'une Simca 1100 Spécial avec jantes de TI.

Selon plusieurs journaux locaux en date des 4 et 5 juin, J.-B. Rambla aurait décrit la voiture utilisée par le ravisseur comme étant une Simca grise alors que Christian Ranucci avait une Peugeot 304 coupé. Le journaliste Roger Arduin soutient dans plusieurs émissions consacrées à l'affaire que lorsqu'il a interrogé le petit garçon, celui-ci lui a parlé d'une Simca grise. Pourtant, aucune marque de voiture n'est mentionnée dans son enregistrement de l'entretien de Jean Rambla. Il admet par ailleurs l'avoir pressé de questions avec des collègues, et surtout lui avoir posé des questions fermées comportant plusieurs marques de voitures,,. D'autre part, le journaliste de Détective Christian Chardon affirme, lui, que J.-B. Rambla ne lui a jamais mentionné de marque de voiture. L'intéressé lui-même a d'ailleurs nié, lors d'une émission de télévision réalisée en 1992, avoir indiqué à l'époque une marque de voiture. Le père de Marie-Dolorès a également nié, dans une autre émission, que Jean-Baptiste ait parlé d'une marque de voiture particulière ; dans sa propre déposition de l'époque, on lit simplement « Il m'a précisé que le monsieur avait une voiture de couleur grise », sans plus de précision. De plus, aucune caractéristique concernant la voiture (à l'exception de la couleur, grise) n'apparaît dans le procès-verbal d'audition de Jean-Baptiste, dressé par l'inspecteur Pierre Grivel, contrairement à ce que l'épisode de Faites entrer l'accusé consacré à l'affaire Ranucci laisse entendre. M. Grivel ajoute à la fin du procès-verbal qu'il a demandé à l'enfant s'il reconnaissait la voiture du ravisseur parmi celles qui étaient garées dans la cour et le garage de l'Évêché, et que celui-ci a désigné l'arrière d'une Simca Chrysler,. Ce type de voiture ne ressemble pas du tout à la Simca 1100. Le 6 juin, à la suite de l'interpellation de Christian Ranucci, Jean-Baptiste Rambla est de nouveau conduit dans la cour de l'Évêché où est garé le coupé 304 de Ranucci, mais ne peut identifier ce véhicule comme étant celui du ravisseur.
Selon Gérard Bouladou, la présumée reconnaissance d'une Simca, voire d'une Simca 1100 (d'après certains journalistes comme Alex Panzani dans La Marseillaise) par Jean Rambla, trouverait son origine dans le témoignage verbal livré par Eugène Spinelli (garagiste travaillant au bas de l'impasse Albe), le 4 juin, dans le cadre de l'enquête de voisinage. Cette information se serait alors propagée dans la cité Sainte-Agnès, sans que personne sache de qui elle émanait. Les journalistes n'ayant pas eu vent de l'existence d'un autre témoin de l'enlèvement avant le procès, certains auraient par la suite attribué la première mention d'une Simca 1100 au frère de la victime.
Eugène Spinelli, dont le garage est situé à cinquante mètres environ de la scène, est considéré par certains comme un témoin capital de l'affaire. Le 4 juin, dans le cadre d'une enquête de voisinage effectuée par les policiers dans la cité Sainte-Agnès, ce garagiste carrossier de profession livre un premier témoignage verbal dans lequel il identifie le véhicule du ravisseur comme étant une Simca 1100 de couleur gris clair. Le 5 juin à 16 heures (alors que Christian Ranucci a été identifié comme l'auteur présumé de l'accident mais n'a pas encore été interpellé), est enregistrée sa déposition à l'Évêché, dans laquelle il déclare être sorti de son domicile à 10 h 50 pour se rendre chez sa mère, et avoir vu, le dimanche ou le lundi de Pentecôte, une « fillette » monter à bord d'une Simca 1100 grise, avec un individu dont le signalement — grand, jeune, les cheveux châtains — et la tenue vestimentaire — veste claire et pantalon plus foncé — présentent une correspondance forte avec Ranucci tel qu'il était vêtu le jour du crime, si l'on en croit sa mère qui prétend dans ses écrits qu'il portait lors du week-end de la Pentecôte, outre son pantalon bleu marine que Ranucci a toujours dit avoir porté le jour des faits, une veste en daim. Eugène Spinelli précise d'autre part qu'ayant vu la personne à une distance de 40/50 mètres il ne sera sans doute pas en mesure de l'identifier si elle lui est présentée plus tard. Lors de sa deuxième audition, le 6 juin après l'arrestation de Christian Ranucci, l'attention du garagiste est attirée par les enquêteurs sur la ressemblance qui existe entre une Simca 1100 et une Peugeot 304 ; Eugène Spinelli fait alors ajouter à son témoignage qu'il est mécanicien de métier et qu'il connaît parfaitement tous les types de voitures, ce qui sera interprété comme une manière d'être formel quant au modèle du véhicule qu'il a vu, et qui ne saurait dès lors être la Peugeot 304 de Ranucci. Néanmoins, il est tout à fait envisageable qu'il ait fait cette déclaration pour expliquer qu'il a pu se tromper, sans que son erreur ne soit due à une mauvaise connaissance des véhicules concernés. Car Spinelli a bien reconnu dans sa déposition que, dans le cas présent, il était possible qu'il ait confondu une Simca 1100 avec un coupé 304 pour les trois raisons suivantes : il n'a pas fait particulièrement attention, il se trouvait à 50 m, et enfin il n'a vu que l'arrière du véhicule (or l'arrière de ces deux véhicules sont proches). Il faut ajouter que la Simca 1100 était un modèle très répandu (elle atteint ainsi les deux millions d'exemplaires dès l'année 1972 [voir plus haut]). On peut d'ailleurs apercevoir des Simca sur des photos et vidéos d'archives (issues entre autres de journaux télévisés) consacrées à l'affaire, reconnaissables notamment par leurs phares.
Pourtant une polémique importante naît sur la voiture vue par Eugène Spinelli. Aujourd'hui encore, les tenants de l'innocence de Christian Ranucci, en totale contradiction avec la seconde déposition d'Eugène Spinelli (datée du 6 juin), soutiennent qu'une confusion entre deux modèles de voitures est impossible pour un garagiste. Enfin, il faut noter que le message radio diffusé par la police parle d'une voiture grise qui pourrait être une Simca grise, sans plus de précision.
Une dernière hypothèse est que la scène relevée par le garagiste, qui n'est pas affirmatif quant au jour où elle s'est produite, et qui désigne un endroit ne correspondant pas à l'endroit où la voiture du ravisseur s'est arrêtée (selon le témoignage du petit Jean-Baptiste et les aveux de Christian Ranucci) soit tout simplement sans rapport avec l'enlèvement. Et ce d'autant plus que M. Spinelli situe l'heure de cette scène, de manière affirmée, à 10 h 50, tandis que Mme Rambla voit encore ses enfants jouer et ramasser des fleurs à 11 h 5.

### Témoignage de Vincent Martinez, conducteur de l'autre voiture impliquée dans l'accident
Vincent Martinez est victime de l'accident causé par Christian Ranucci. Celui-ci prend la fuite mais Vincent Martinez ne peut le poursuivre, son véhicule étant endommagé, mais demande à un couple d'automobilistes toulonnais, M. et Mme Aubert, de poursuivre le chauffard et de relever sa plaque minéralogique. Dans le procès-verbal de la plainte déposée le 3 juin 1974 à la gendarmerie de Gréasque, M. Martinez ne parle pas d'enfant ; il est écrit au contraire : « Le conducteur paraissait seul à bord. »
Le 6 juin, lors de son audition par la police, il indique que M. et Mme Aubert ont pris en chasse la voiture de Christian Ranucci sur sa demande. M. Aubert lui a ramené les numéros minéralogiques de la voiture en fuite et lui a indiqué que le conducteur avait pris la fuite à pied dans la colline, en compagnie d'un gosse.
Le 10 juin, entendu chez la juge, Martinez affirmera ne pas pouvoir dire s'il y avait un enfant dans la voiture.
M. Martinez prétend, trente ans après, que le gendarme ayant enregistré sa plainte avait refusé de mentionner l'enfant que le couple Aubert avait vu, sous prétexte qu'il ne s'agissait que d'un simple délit de fuite.
M. Martinez déclare, trente ans après (dans une émission de télévision et à Var-Matin), qu'un enfant était présent dans la voiture.

### Témoignage des époux Aubert, qui ont poursuivi Christian Ranucci après son accident
En quittant le lieu de l'accident, les époux Aubert reprennent la route en direction de Toulon pour aller à Roquevaire, où ils avaient laissé leurs enfants chez des amis. Alain Aubert en a profité pour aller à la gendarmerie de la commune, pour signaler  l'accident avec délit de fuite. À ce moment-là, les médias n'ont pas commencé à parler de l'enlèvement de Marseille. Le gendarme qui le reçoit lui fait savoir que le carrefour de La Pomme ne dépend pas de sa compétence territoriale.
Les époux Aubert apprennent le lendemain par la presse la disparition de Marie-Dolorès. M. Aubert aurait alors appelé la gendarmerie de Roquevaire dans l'après-midi (ce que conteste l'intéressé trente ans plus tard). Là, le gendarme qui reçoit l'appel, explique que les enquêteurs sont sur la piste d'une Simca 1100 (et non d'un coupé Peugeot 304 correspondant au véhicule du fuyard). La gendarmerie de Roquevaire transmet l'information à celle de Gréasque. À la suite de la visite des gendarmes toulonnais à son domicile, M. Aubert appellera la gendarmerie de Gréasque.
Les déclarations de M. Aubert, du moins telles qu'elles ont été transcrites, ont varié. D'après le procès-verbal daté du 8 juin 1974, Alain Aubert a indiqué le 4 juin, lors de son appel téléphonique à la gendarmerie de Roquevaire, et le 5 juin, lors de son appel à la gendarmerie de Gréasque, avoir vu un homme sortir de la voiture avec un « paquet volumineux ». Il s'agit toutefois d'un procès-verbal de synthèse, relatant les événements des jours précédents, et non d'un procès-verbal d'audition, signé par les témoins. Ce qui n'enlève rien quant à l'authenticité de ce document, signé par un officier de police judiciaire et coté au dossier pénal.
D'après les procès-verbaux de leurs auditions séparées effectuées le 6 juin à l'Évêché par l'inspecteur Porte et le commissaire Alessandra, l'homme qu'ils ont vu sortir de la voiture était accompagné d'un enfant. Ces auditions ont eu lieu juste après que, dans le bureau du commissaire, Ranucci a reconnu les faits, en leur présence.
Cette version concorde avec la seconde déposition de M. Martinez, faite le 6 juin, et indiquant que les époux Aubert ont bien signalé la présence d'un enfant lorsqu'ils sont revenus auprès de lui après avoir poursuivi le chauffard.
D'après Gérard Bouladou, un télégramme émanant de la Direction départementale des polices urbaines et daté du 5 juin (donc antérieur à leur audition par les policiers) validerait cette hypothèse : on y lit que les époux Aubert ont parlé aux enquêteurs d'un homme sortant de la voiture accompagné d'une fillette.
Ce point est corroboré par le rapport d'un maître chien de la gendarmerie d'Arles sur un pistage effectué le 5 juin 1974, qui mentionne comme contexte « Recherche de la jeune Maria-Dolorès RAMBLA victime d'un enlèvement commis le 3 juin 1974 » (ce qui montre que les gendarmes recherchaient un enfant), ainsi que par une conversation téléphonique datée du 5 juin, et dans laquelle on peut entendre Mme Aubert affirmer à un journaliste qu'elle a vu l'individu s'enfuir avec un enfant.
Lors de leurs auditions, Alain Aubert dira que tenu par la main, l'enfant a sauté le caniveau après être sorti de la voiture, alors que sa femme dira que l'enfant était « plaqué » contre l'homme.
Il existe aussi une polémique à propos du témoignage des Aubert, quant à leur reconnaissance du suspect. Trois journalistes ont dit que les époux Aubert n'avaient pas reconnu Ranucci lors d'un premier tapissage, et qu'ils ne l'avaient reconnu que dans un second temps, lorsqu'il leur avait été présenté seul. Les intéressés ont formellement démenti et affirmé qu'ils avaient reconnu immédiatement le suspect au milieu d'inspecteurs en civil.

### Pull-over rouge
Un pull-over de couleur rouge a été retrouvé dans la champignonnière où Christian Ranucci avait embourbé sa voiture. Ce pull-over n'est pas taché par l'humidité régnant dans la champignonnière, et il semble donc qu'il y était depuis peu de temps. Perrault met en rapport ce pull-over avec des tentatives d'agressions sexuelles commises par un homme portant un polo ou un pull-over rouge dans les jours qui ont précédé l'enlèvement de Marie-Dolorès. En effet le 1er juin 1974 (deux jours avant la disparition de Marie-Dolorès), dans une cité du 10e arrondissement de Marseille, deux fillettes ont été importunées et abusées sexuellement par un homme portant un pull-over rouge (le père de ces deux fillettes a d'ailleurs fait une déposition à ce sujet le 4 juin). De son côté, Paul Martel, gardien d'un immeuble de la cité, qui semble avoir assisté à la même scène, parle, quant à lui, d'un homme en polo rouge. D'après Gilles Perrault, le pull-over était trop grand pour Christian Ranucci, mais le contraire est affirmé dans l'émission de 50 ans de faits divers consacrée à l'affaire. G. Perrault prétend aussi que Ranucci déteste le rouge, mais les sièges de sa voiture sont de cette couleur ; par ailleurs, un camarade de service militaire de Ranucci prétend avoir vu celui-ci vêtu d'un pull-over rouge à col roulé (celui découvert dans la champignonnière est ras-du-cou et comporte des boutons dorés sur l'épaule gauche),.
À propos du pull-over, Perrault écrit qu'il a été flairé par un chien policier de la gendarmerie, et que celui-ci a parcouru une longue distance avant de s'arrêter à proximité de l'endroit où a été découvert le cadavre de Marie-Dolorès. Pourtant aucun lien n'a été officiellement établi, dans les investigations, entre ce vêtement et la découverte du cadavre de l'enfant,. Un rapport d'opération de pistage (no 295/2 R) daté du 6 juin 1974 et rédigé par un gendarme de la brigade de recherches d'Arles, contredit d'ailleurs fortement la thèse de Perrault selon laquelle le pull-over rouge aurait été donné à renifler au chien pisteur Dirol. Dans ce rapport, il est indiqué en effet « qu'à 15 h 40 Dirol est mis en piste à l'endroit où le véhicule de l'auteur présumé [Christian Ranucci] a été immobilisé [champignonnière] », et l'indice de départ y est précisé comme étant l'« endroit où le véhicule a été immobilisé et point de départ de l'auteur ». En aucun cas, le gendarme ne dit dans son rapport que le chien a reniflé le pull-over rouge.
En 2006, à l'occasion d'un reportage télévisé sur l'affaire, des journalistes font état de la présence du pull-over rouge au greffe de la cour d'appel d'Aix-en-Provence et se mettent à évoquer l'éventualité d'expertises ADN sur ce vêtement. Interrogé à ce propos, G. Perrault prétend qu'il croyait ce scellé disparu. Pourtant on relève à la lecture de la troisième requête en révision, déposée le 19 mars 1990, que les auteurs avaient été avisés de la présence des scellés, dont le pull-over, et déploraient simplement l'absence du pantalon de Ranucci.
Cela étant, une polémique demeure sur l'état de ce pull-over rouge. Un gendarme prétend que ce pull-over était au moment de sa saisie dans un état de salissure avancée, et qu'à son avis, le pull devait se trouver dans la champignonnière depuis très longtemps. Pourtant, après mise sous scellé, la juge Ilda Di Marino indique qu'on lui a remis un pull-over « propre ». Jean-François Le Forsonney affirme, dans les émissions de Secrets d'actualité et de 50 ans de faits divers, que le pull-over était « neuf » et « en très bon état », laissant entendre qu'il avait été déposé dans la champignonnière peu avant sa découverte par les gendarmes,.

### Pantalon
Un pantalon taché de sang et de boue est saisi dans la voiture de Christian Ranucci le 5 juin au soir, après sa prise en charge par les policiers de la Sûreté urbaine de Marseille. Dans le cadre de la deuxième requête en révision du procès Ranucci (déposée en 1981, cf. supra), une expertise du procès-verbal de police de saisie de ce pantalon a conclu que la mention du pantalon, en haut de la seconde page du procès-verbal, pouvait être une surcharge : elle aurait pu être ajoutée après la rédaction du procès-verbal. Néanmoins, il semble bien que ce pantalon ait été saisi le 5 juin au soir, puisque les policiers l'ont en leur possession lors du tout premier interrogatoire de Christian Ranucci à l'hôtel de police de Marseille, dans la nuit du 5 au 6 juin. Et quand son avocat, Me Jean-François Le Forsonney, avant de le voir pour la première fois le 7 juin, se rend dans le bureau de la juge d'instruction, Mlle Ilda Di Marino, ce pantalon figure parmi les scellés, dans le bureau. Il faut ajouter que Ranucci n'a jamais nié avoir porté ce pantalon le jour des faits, y compris lors de son procès. Jean-François Le Forsonney a pourtant prétendu, plusieurs années après l'affaire, que Ranucci utilisait ce pantalon pour le jardinage ; cependant les experts, commis pour analyser les scellés, ont constaté que ce pantalon outre les taches, était en bon état, et que le pli était parfait, et d'autre part ont confirmé que les taches de sang étaient « d'apposition, épaisses, homogènes »,.
La question primordiale reste de savoir si les taches de sang décelées sur ce pantalon sont bien consécutives au meurtre de la victime, ou si elles pouvaient provenir de l'accusé. Car Christian Ranucci était du même groupe sanguin que la victime : le groupe A. Celui-ci avait déclaré lors de son procès s'être blessé du fait de l'accident. D'autre part, G. Perrault, lors de sa contre-enquête, avait pu longuement s'entretenir avec Héloïse Mathon, la mère de Christian Ranucci. Elle lui avait confié que le jour de son 20e anniversaire (le 6 avril 1974, donc relativement peu de temps avant les faits), Christian avait fait une virée en vélomoteur avec ce pantalon et qu'il avait été victime d'une chute. Il avait eu le nez et la bouche ensanglantés, et une main éraflée. Gilles Perrault a d'abord émi l'hypothèse dans son livre qu'un homme au pull-over rouge avait, en transportant Ranucci dans sa voiture, laissé tomber des traces de sang de la victime sur le pantalon de celui-ci, en contradiction avec l'importance des taches relevées sur le vêtement. Cependant le médecin légiste ayant examiné le pantalon a conclu que le sang avait pénétré le tissu de l'extérieur vers l'intérieur, pas de l'intérieur vers l'extérieur. Il est, en revanche, attesté par un examen médical que Ranucci a effectivement eu un accident de vélomoteur en 1971, longtemps avant les faits. Le docteur Vuillet, qui l'examine nu après la fin de sa garde à vue, relève au niveau de la clavicule gauche une plaie chronique cicatrisée, conséquence supposée de cet accident. Par ailleurs, le rapport d'autopsie indique que la victime a eu la carotide tranchée, ce qui provoque une forte effusion de sang. Des partisans de l'innocence de Ranucci ont ainsi mis en avant les avis de morphoanalystes qui prétendent que les taches, au vu de leur forme et de leur position sur le vêtement, ne peuvent résulter du meurtre. De son côté, Gérard Bouladou indique que selon lui les taches pourraient avoir atteint le vêtement lors du déplacement du cadavre. 
Dans un procès-verbal de perquisition au domicile de Mme Mathon, no 344/AN, daté du 6 juin 1974 et rédigé par l'inspecteur principal Marc Ceccarelli, la mère de Christian Ranucci reconnaît implicitement que son fils pouvait porter un autre pantalon le jour de son départ (le dimanche 2 juin 1974) que celui que venaient de saisir les enquêteurs, à savoir « un pantalon en tergal de couleur grise à fermeture-éclair portant deux poches horizontales sur le devant. » Autrement dit, selon Mme Mathon, Christian, au moment de son départ, pouvait porter le pantalon retrouvé dans le coffre de son véhicule. L'inspecteur note en effet dans son procès-verbal : « La dame Mathon Héloïse nous déclare : Mon fils portait ces vêtements lorsqu'il est parti pour Aix-en-Provence le dimanche 2 juin 1974. Je ne suis pas certaine toutefois que le pantalon que vous venez de saisir soit celui qu'il avait sur lui ce jour là. » Or le pantalon que portait Christian Ranucci au moment des faits est bien celui retrouvé dans le coffre de sa voiture, taché de sang, « un pantalon d'homme de couleur sombre » (cf. procès-verbal de saisies no 828/17, daté des 6 et 7 juin 1974). Un pantalon dont l'usage serait uniquement pour le jardinage mais que Christian Ranucci portait lors de son périple soulève une interrogation.

### Couteau
La deuxième audition de Christian Ranucci à l'Évêché, au cours de laquelle il passe des aveux, commence le 6 juin 1974 à 14 heures pour se terminer à 17 heures (procès-verbal no 828/10). Durant cette audition, il donne un détail capital sur l'arme utilisée, à savoir un couteau automatique : « J'ai pris un couteau automatique qui se trouvait dans ma poche de mon pantalon, j'ai ouvert ce couteau en appuyant le bouton »,. Or, au moment où Christian Ranucci fournit cet élément aux enquêteurs, le couteau n'est pas encore découvert ; il ne le sera qu'à 19 h 25 (cf. procès-verbal de synthèse no 610/1 daté du 8 juin 1974 et rédigé par le capitaine Gras, de la compagnie de gendarmerie d'Aubagne). Christian Ranucci situe l'emplacement de l'arme dans un tas de fumier à proximité de la champignonnière. Le couteau est retrouvé par les gendarmes, grâce à un détecteur de métaux, après une heure et cinquante-cinq minutes de recherches, ce qui crée une polémique sur la précision des indications données par Christian Ranucci. D'après Gérard Bouladou, ce dernier aurait fourni des précisions supplémentaires pendant les recherches des gendarmes, après la fin de sa garde à vue et hors procès-verbal,. Lors de la reconstitution, la juge Di Marino fera noter sur le procès-verbal que « Ranucci a reconnu l'endroit situé à quelques mètres de l'entrée de cette champignonnière où il avait enfoui le couteau ».
Jusqu'à son procès, au cours duquel il niera que le couteau lui appartienne, Ranucci affirme qu'il s'agit bien de son couteau, et l'un de ses avocats, J.-F. Le Forsonney, rapporte qu'il le lui a confirmé quelques jours avant, mais qu'il envisageait de dire le contraire à l'audience de la cour d'assises.
Un procès-verbal de la gendarmerie de Gréasque signalant la découverte du couteau est daté du 5 juin, alors que le couteau est retrouvé le 6 juin. Jean-Yves Lourgouilloux, avocat général près la cour d'appel d'Aix-en-Provence, explique, dans l'émission de 50 ans de faits divers intitulée « Christian Ranucci : la vérité impossible », que ce procès-verbal est en fait une fiche de scellé datée du 5 juin parce que cela correspond à la date d'ouverture des investigations, comme l'atteste la mention « Découverte du cadavre : Rambla, M. Dolorès », et que cette façon de dater est conforme à la procédure habituelle en matière de mise sous scellé. Le seul procès-verbal qui détaille les opérations de recherche du couteau est bien daté du 6 juin ; c'est le procès-verbal no 610/5. Il existe de même un procès-verbal rédigé par l'inspecteur Porte à partir du 6 juin à 17 h 30 et mentionnant le couteau, alors que celui-ci a été retrouvé le 6 juin à 19 h 29. Dans ce cas aussi, on a affaire à un procès-verbal récapitulatif recensant tous les scellés de l'enquête, dont la rédaction avait commencé avant la découverte du couteau, lorsqu'un premier carton de scellés découverts dans la voiture de Christian Ranucci avait été déposé au greffe du palais de justice de Marseille, à l'issue de sa garde à vue, et ne s'était terminée qu'après la remise par la gendarmerie de nouveaux scellés (dont le couteau le 7 juin, soit le lendemain de sa découverte). D'après Gérard Bouladou, il ne s'agirait que d'un document de travail mnémotechnique pour la police judiciaire, permettant de récapituler les scellés, au sein du dossier de police de l'affaire.

### Témoignage tardif de Guy Rosano sur l'enlèvement de Marie-Dolorès Rambla
Un témoin, retrouvé par G. Bouladou trente ans plus tard et qui ne s'est jamais manifesté auprès de la police, Guy Rosano, déclare avoir vu, le jour de l'enlèvement de Marie-Dolorès et sur les lieux où il s'est produit, un homme qu'il a identifié formellement comme étant Ranucci grâce aux photos de ce dernier parues dans la presse après son arrestation. Rosano, âgé de dix-neuf ans au moment des faits, travaillait alors comme pizzaïolo dans la cité Sainte-Agnès. Il affirme avoir vu Marie-Dolorès et Jean-Baptiste jouer avec sa nièce et un autre enfant, et précise avoir remarqué la présence d'un homme adossé à un poteau et portant des lunettes aux « verres fumés » qui observait les enfants jouer. Or, parmi les éléments saisis dans la voiture de Ranucci le soir de son interpellation figurait bien une paire de lunettes de soleil. Pourtant, interrogé par des journalistes du Méridional et de La Marseillaise à l'époque des faits, le pizzaïolo, oncle de G. Rosano, leur avait dit que depuis son camion de livraison, l'endroit où jouaient les enfants n'était pas visible,.

## Faits et éléments connexes à l'affaire

### Implication supposée de Christian Ranucci au sein d'un réseau pédophile
D'après l'ouvrage La Politique, le sexe et la finance de Yann Moncomble (1989), le nom de Christian Ranucci figurerait dans le carnet d'un client du réseau de Jacques Dugué, réseau faisant circuler des photographies et documents vidéos à caractère pédopornographique (scellé no 117 du dossier Sokolowski). Le mensuel Le Crapouillot, en janvier 1984, reproduit ce procès-verbal où figure bien la mention de « Christian Ranucci » parmi les documents saisis chez Walter Sokolowski.
Au cours d'une émission L'Heure du crime diffusée sur RTL en 2010, le cinéaste Yves Boisset (qui avait été approché par Gilles Perrault et Jean-Pierre Ramsay pour adapter Le Pull-over rouge) a déclaré avoir eu accès, lors du tournage de La Femme flic – dont l'intrigue tourne autour d'un réseau  pédophile dirigé par le colonel Morange –, à un émargement d'abonnés à une revue pédopornographique, liste sur laquelle aurait figuré le nom de Christian Ranucci.

### Meurtre de Corinne Beidl par Jean-Baptiste Rambla
Jean-Baptiste Rambla, frère de Marie-Dolorès et témoin, à l'âge de six ans, de son enlèvement, est condamné, à l'âge de quarante-et-un ans, le 17 octobre 2008, à dix-huit ans de prison pour le meurtre de son employeuse Corinne Beidl, quarante-deux ans, en juillet 2004. L'affaire Ranucci et la médiatisation qui en a résulté auraient contribué à son passage à l'acte. L'un de ses avocats, Me Henri Juramy, a affirmé qu'au moment du meurtre, Jean-Baptiste Rambla était sous l'emprise de la drogue, dont il était dépendant depuis plusieurs années. Son autre avocat, Me Jean-Michel Pesenti, a déclaré à son propos : 

« Comment juger un garçon qui, aujourd'hui, à quarante-et-un ans, est en semi-liberté dans sa tête depuis l'âge de six ans et demi, c'est-à-dire depuis l'âge où il a été le témoin de l'enlèvement de sa sœur […], qui est devenu quelqu'un qui par ses hésitations d'enfant devant les enquêteurs, a fait le témoignage qui est la clé de voûte de tous les discours révisionnistes sur la culpabilité de Ranucci ? »

 Le dossier Ranucci fut versé au dossier d'instruction de cette affaire. L'ex-commissaire Alessandra, qui a mené l'enquête sur l'enlèvement et le meurtre de Marie-Dolorès, avait été cité comme témoin de la défense au procès. Lors d'une audience, un incident remontant à 1982 avait été évoqué par la défense : Jean-Baptiste Rambla, alors collégien, a dû effectuer un exercice de grammaire à partir d'un extrait du Pull-over rouge accompagné d'une photographie tirée du film de Michel Drach. Il aurait alors lancé le manuel en direction de son professeur et avait par la suite fait l'objet d'un renvoi temporaire. « Je n'ai pas d'avenir depuis l'âge de six ans », déclare ainsi l'intéressé à son procès. Cependant l'avocat général, qui requérait vingt ans de réclusion contre l'accusé, a souhaité prendre plus de recul. Il a prononcé ces mots à l'adresse des jurés : 

« Vous ne jugez pas le frère d'une petite fille tuée il y a trente-deux ans. Vous jugez le meurtrier d'une femme qui était son employeur et son amie et qui lui avait tendu la main. Et vous devez le juger comme tous les meurtriers qui comparaissent devant cette cour d'assises. »

La famille de Corinne Beidl a considéré, pour sa part, qu'il s'agissait d'un crime crapuleux commis sous l'emprise de  la drogue, et s'est plainte de l'importance, jugée excessive par le compagnon de la victime, qui était accordée au passé du meurtrier.

### Meurtre de Cintia Lunimbu par Jean-Baptiste Rambla
Jean-Baptiste Rambla était sorti de prison en février 2015, à la faveur d'une libération conditionnelle, après avoir été condamné en 2008 à dix-huit ans de réclusion criminelle pour le meurtre de Corinne Beidl. Or le 11 août 2017, deux jours après son interpellation, l'intéressé a avoué le meurtre, commis le 21 juillet précédent à Toulouse, de Cintia Lunimbu, une femme d'origine angolaise de vingt-et-un ans. Son procès devant la cour d'assises de la Haute-Garonne est repoussé à cause de la pandémie de Covid-19. Le 17 décembre 2020, il est condamné à la réclusion à perpétuité, peine assortie d'une période de sûreté de vingt-deux ans. Le 22 décembre 2020, il fait appel de sa condamnation. Un an plus tard, il décide de se rétracter et accepte finalement sa peine. J.-B. Rambla est libérable à partir de l'année 2039.
Le parcours atypique de Jean-Baptiste Rambla, frère d'une victime devenu meurtrier récidiviste, a attiré l'attention des médias, donnant même lieu à deux documentaires consacrés à son histoire : Dolorès, la malédiction du pull-over rouge sur Canal+, et Faites entrer l'accusé sur RMC Story (cf. infra).